# پینک فلوید
پینک فلوید (انگلیسی: Pink Floyd) گروه موسیقی راک انگلیسی است که در سال ۱۹۶۵ در لندن بنیان نهاده شد. این گروه با اشعار معناگرا و استفاده از تجربیات صوتی و خلق اجراهای زنده، به موفقیت بین‌المللی دست یافت و به یکی از گروه‌های پیشرو در ژانر پراگرسیو راک تبدیل شد.
پینک فلوید در سال ۱۹۶۵ توسط دانشجویان سابق، سید برت، نیک میسن، راجر واترز و ریچارد رایت، تشکیل شد. آن‌ها در اواخر دهه ۶۰ میلادی و تحت رهبری سید برت دو تک‌آهنگ موفق منتشر کردند. سپس نخستین آلبوم خود تحت عنوان نی‌زن بر دروازه‌های سپیده‌دم را عرضه کردند که اثری موفقیت‌آمیز بود و باعث شهرت آن‌ها شد. دیوید گیلمور در دسامبر ۱۹۶۸ به عنوان پنجمین عضو به گروه پیوست و به تدریج جایگزین سید برت شد که به دلیل مصرف بیش از حد مادهٔ توهم‌زایِ ال‌اس‌دی، سلامتی روانی خود را از دست داده بود. پس از جدایی برت از پینک فلوید، راجر واترز تبدیل به شاعر اصلی ترانه‌های گروه شد و جایگاه خود را بیش از پیش تثبیت کرد. در این زمان بود که پینک فلوید با آلبوم‌هایی مفهومی همچون نیمهٔ تاریک ماه (۱۹۷۳)، کاش اینجا بودی (۱۹۷۵)، جانوران (۱۹۷۷)، دیوار (۱۹۷۹) و برش نهایی (۱۹۸۳) به شهرت جهانی دست پیدا کرد.
ریچارد رایت در سال ۱۹۷۹، به علت مشکلات شخصی با واترز، گروه را ترک گفت. واترز نیز خود در سال ۱۹۸۵، پینک فلوید را ترک کرد تا گیلمور تبدیل به رهبر پینک فلوید شود. وی پس از جدا شدنِ واترز از گروه، به همراه نیک میسن به بقای پینک فلوید اصرار ورزید که موجب تخاصم بین اعضای باقی‌مانده گروه و واترز شد. در نهایت، واترز با اکراه به ادامه کار پینک فلوید بدون حضور او رضایت داد و پس از آن پینک فلوید بدون همراهی واترز و به رهبری دیوید گیلمور دو آلبوم لغزش آنی در عقل (۱۹۸۷) و ناقوس جدایی (۱۹۹۴) را منتشر کرد. در سال ۲۰۰۵، دیوید گیلمور، نیک میسون و ریچارد رایت با راجر واترز برای اجرا در رویداد آگاهی‌بخشی جهانی لایو ۸ گرد هم آمدند. بَرِت در سال ۲۰۰۶ و رایت در سال ۲۰۰۸ درگذشتند. آخرین آلبوم استودیویی پینک فلوید، رودخانه بی‌پایان، بر اساس آثار ضبط شدهٔ گروه از جلسات ضبط ناقوس جدایی، در سال ۲۰۱۴ منتشر شد. در سال ۲۰۲۲، گیلمور و میسون گروه پینک فلوید را دوباره تشکیل دادند تا ترانه «هی، هی، برخیز!» را در اعتراض به تهاجم نظامی روسیه به اوکراین منتشر کنند.
پینک فلوید در سال ۱۹۹۶ به تالار مشاهیر راک اند رول ایالات متحده و در سال ۲۰۰۵ به تالار مشاهیر موسیقی بریتانیا راه یافت. تا سال ۲۰۱۳، بیش از ۲۵۰ میلیون نسخه از آثار این گروه در سرتاسر جهان به فروش رفت که ۷۴٫۴ میلیون نسخه از آن تنها در ایالات متحده فروش رفته است. به همین دلیل، در زمرهٔ پرفروش‌ترین هنرمندان موسیقی در دنیا قرار می‌گیرد. همچنین، همواره از آلبوم نیمهٔ تاریک ماه به عنوان یکی از موفقیت‌آمیزترین و پرفروش‌ترین آلبوم‌های تاریخ راک در تمام دوران‌ها یاد می‌شود. این آلبوم توانست از نظر میزان فروش، به رتبهٔ اول در ایالات متحده دست پیدا کرده و چهارده سال در جدول باقی بماند. تاکنون بیش از ۴۵ میلیون نسخه از این آلبوم در سراسر جهان به فروش رسیده است.

## زمینه
در دههٔ ۱۹۶۰ میلادی، در آمریکای شمالی، اروپا و اقیانوسیه تغییرات بنیادین بسیاری در موسیقی عامه‌پسند ایجاد شد. این تغییرات به شکل‌گیری و تکامل نوع جدیدی از موسیقی که آن را راک نامیدند انجامید. موسیقی راک را می‌توان وامدار پاپ و راک اند رول دهه ۵۰ دانست که تغییرات بسیاری در ساختار کرده و به شکلی جهانی و الکترونیک‌تر درآمده است. در اواسط همین دهه، تکامل موسیقی نوپای راک، به تدریج به پیدایش زیرسبک‌های گوناگونی مانند پاپ راک، سایکدلیک راک، بلوز راک و فولک راک منجر شد که بیش از پیش به همه‌گیر شدن آن کمک کرد. در اواخر دههٔ ۱۹۶۰، سبک‌های جدیدی مانند باروک پاپ، پراگرسیو راک و هوی متال طرفداران بیشتری به دست آورده و به تدریج در دو دهه بعدی، به سبک‌هایی بسیار پرطرفدار تبدیل شدند و شنوندگان فراوانی را به سوی خود جذب نمودند.
بریتیش سایکدلیکا، یکی از زیرسبک‌های مهم موسیقی راک و سبک سایکدلیک راک در دهه ۶۰ میلادی به حساب می‌آمد که هم‌زمان با فراگیری فرهنگ روان‌گردان در بریتانیا، به محبوبیت رسید. این نوع موسیقی بیشتر سعی داشت تا کیفیت جلسات و تجربه‌های مصرف مواد روان‌گردان توهم‌زا را بهبود بخشد. این جنبش به نمادهای غیر غربی تمایل بسیاری نشان می‌داد تا جایی که استفاده از آلات موسیقی هندی مانند سیتار و راگا در ترانه‌های روان‌گردان به امری معمول بدل گشت. همچنین به‌کارگیری افکت‌های صوتی و اشعار فراواقع‌گرایانه برای تولید ترانه‌هایی با زمان‌هایی بلند و طولانی، از مشخصه‌های این سبک از موسیقی راک است. تأثیر موسیقی بلوز، مواد مخدر، جاز و فرهنگ شرق در آهنگ‌های این سبک بسیار مشهود است که از سال ۱۹۶۴ دیده می‌شود؛ اما حرکت اصلی در بریتیش سایکدلیکا، از سال ۱۹۶۶ آغاز شد. زمانی که گروه‌هایی مانند کرییم، د هو، سافت مشین، جیمی هندریکس اکسپرینس و پینک فلوید، با نوعی موسیقی بلوز که تأثیر بسیاری از فولک، جاز و مواد روان‌گردان گرفته بود، پا به عرصه گذاشتند در حالی که بسیاری از گروه‌های مشغول در این سبک، هیچ‌گاه آلبوم یا ترانه‌ای عرضه نکرده و تنها به اجرای زنده در کلاب‌ها و کنسرت‌های طرفداران اکتفا می‌کردند. بریتیش سایکدلیکا در اواخر دهه ۶۰ میلادی به اوج شهرت خود رسید. زمانی که گروه پرآوازهٔ بیتلز ترانه‌های دشت‌های ابدی توت‌فرنگی و پنی لین و سپس آلبوم گروه کلوپ بی‌کسان گروهبان فلفل را عرضه کرد و در ادامه، رولینگ استونز با انتشار آلبوم درخواست شیطانی شاهنشاهان آن‌ها و پینک فلوید با عرضه اولین آلبومشان، نی‌زن بر دروازه‌های سپیده‌دم، به اعتلای این سبک کمک شایانی کردند.

## شکل‌گیری و سال‌های ابتدایی (۱۹۶۳ تا ۱۹۶۷)

### تشکیل
واترز و نیک میسن زمانی که هر دو مشغول تحصیل در رشته معماری در دانشگاه پلی‌تکنیک لندن بودند، یکدیگر را ملاقات کردند. آن‌ها نخستین بار در گروهی که کیث نوبل و کلیف «متکلیف» به همراه خواهرش تشکیل داده بودند، به نوازندگی پرداختند. کمی بعد، ریچارد رایت که او هم در همان دانشکده درس می‌خواند، به آنان ملحق شد و پس از آن، گروه نام سیگما ۶ را به خود گرفت. گروه در این زمان اجراهایی محدود و خصوصی برگزار می‌کرد؛ در حالی که اعضا در رستوران کوچکی در دانشگاه پلی‌تکنیک لندن تمرین می‌کردند. اعضای گروه در این زمان، آهنگ‌هایی را از گروه سرچرز و آثاری که توسط کن چاپمن، مدیر برنامه‌ها و ترانه‌نویس‌شان، نوشته شده بود اجرا می‌کردند.
در سپتامبر ۱۹۶۳، واترز و میسن به آپارتمانی در نزدیکی دانشکدهٔ خود نقل مکان کردند. در همین هنگام، باب کلوز هم به گروه پیوست و جایگزین رایت به عنوان نوازندهٔ گیتار باس شد. در آن زمان، اعضای گروه نام‌های گوناگونی را بر گروه انتخاب کرده بودند: مگادثز، ابدبز، اسکریمینگ ابدبز، «لئوناردز لاجرز» و اسپکتروم فایو از آن جمله هستند. اما در نهایت نام تی‌سِت به عنوان نام نهایی گروه برگزیده شد. در سال ۱۹۶۳، نوبل و «متکلیف» گروهی که در واقع خود ایجادکنندهٔ آن بودند را ترک کردند و سید برت به گروه پیوست. برت ۲ سال پیش به لندن نقل مکان کرده بود تا بتواند در دانشکدهٔ هنر کمبرول تحصیل کند. واترز و برت، دوستان دوره کودکی یکدیگر بودند و واترز اغلب برای تماشای گیتار نوازی برت به خانهٔ مادر برت می‌رفت. میسن به خاطر می‌آورد که: «توی اون دوره‌ای که همه می‌خواستند به شیوه‌ای نوجوانانه اما مأخوذ به حیا و متین، باحال و جذاب جلوه کنن، برت به طرز غیرمرسومی صمیمی و اجتماعی بود. تا اونجایی که حافظه‌ام یاری می کنه، در اولین برخورد، اون بود که جلو اومد و خودشو به من معرفی کرد.»
زمانی که نوبل و «متکلیف» «تی‌ست» را ترک گفتند، باب کلوز برای جبران این خلأ کریس دنیس که تکنسین نیروی هوایی سلطنتی بود را به گروه معرفی کرد. در دسامبر ۱۹۶۴، گروه توانست نخستین جلسه ضبط خود را به صورت رایگان در استدیویی در منطقه همپستید غربی برگزار کند که از طریق یکی از دوستان ریچارد رایت امکان‌پذیر شده بود. رایت که در حال استراحت از فعالیت‌های درسی‌اش بود در این جلسات شرکت نکرد. در سال ۱۹۶۵، زمانی که نیروی هوایی کریس دنیس را برای پستی در بحرین فراخواند، برت تبدیل به رهبر گروه شد. در اواخر همان سال بود که گروه اجراهای متعددی در کانتاون کلاب که در نزدیکی دبیرستانی به نام کینگستون واقع شده بود را برگزار کرد. آن‌ها معمولاً از اوایل نیمه‌شب تا حوالی صبح به اجرای قطعه‌هایی که حدود ۹ دقیقه طول داشتند، می‌پرداختنددر اواسط سال ۱۹۶۵، باب کلوز به دلیل فشار والدین و پس از مشاوره با یکی از استادانش در دانشگاه، از گروه خارج شد و برت تبدیل به نوازنده اصلی گیتار در گروه شد. اعضای گروه در اواخر سال ۱۹۶۵، نام «آوای پینک فلوید» را بر گروه نهادند؛ چون برت در جریان یکی از کنسرت‌ها، با گروه دیگری که آن هم تی‌ست نام داشت، برخورد کرده بود و به همین دلیل تصمیم گرفت نام گروه را عوض کند. نام پینک فلوید، در اصل از نام دو موسیقیدان بلوز به نام‌های فلوید کانسل و پینک اندرسون برگرفته شده بود که از نوازندگان سبک پیمونت بلوز به حساب می‌آمدند برت آلبومی از یکی از موسیقی‌دانان سبک پیمونت بلوز به نام فولر بلایند بوی داشت که «پل اولیور» تاریخ‌نگار و نویسندهٔ این سبک در آن یادداشتی نوشته بود که برت نام جدید گروه را از آن اقتباس کرده بود:
 «کورلی ویور و فرد مک مولن، (...) پینک اندرسون یا فلوید کانسل - آنان گروه کوچکی از موسیقیدانان بسیاری هستند که نوای‌شان در تپه‌ها و دشت‌های پوشیده از درخت پیمونت شنیده می‌شد یا همراه با نهرها درون دشت‌های پر از درخت می‌پیچید…»
برنامه‌های اجرای پینک فلوید در این زمان بیشتر شامل کارهای ریتم اند بلوز می‌شد. به مرور، آن‌ها مبالغی از پیش‌فروش و رزرو بلیت‌های کنسرت دریافت کردند. یکی از تماشاگران کنسرت‌های گروه پیتر جنر بود؛ یک مدرس مدرسه اقتصاد لندن که جذب اصوات خاصی شده بود که برت و رایت خلق می‌کردند. او به همراه دوست و شریک تجاری‌اش اندرو کینگ، تبدیل به مدیر برنامه‌های پینک فلوید شد. این دو تجربهٔ چندانی در صنعت موسیقی نداشتند و به پشتوانهٔ مبلغی که کینگ سرمایه‌گذاری کرده بود، شرکتی کوچک به نام «سرمایه‌گذاری بلک‌هیل» را پایه‌گذاری کردند که در زمینهٔ مدیریت گروه‌های موسیقی فعالیت می‌کرد. در این زمان، پینک فلوید بیش از ۱٬۰۰۰ پوند به دست آوردند که بیشتر آن صرف خرید آلات موسیقی جدید شد. کمی بعد، جنر به اعضا پیشنهاد کرد که نام آوای پینک فلوید را به پینک فلوید تغییر دهند و این موضوع مورد پذیرش واقع شد. در زیر چتر راهنمایی‌های کینگ و جنر، پینک فلوید تبدیل به عضوی از جنبش موسیقی زیرزمینی لندن شد. در حین اجراهای پیاپی در کانتداون کلاب، آنان آغاز به کار کردن با وسایل جدید موسیقی و خلق نوعی نمایش بصری اولیه توسط نور کردند که با استفاده از اسلایدهای رنگی و نور خلق می‌شد. ارتباطات کینگ و جنر به مطبوعات باعث شد آن‌ها توجه بیشتری به پینک فلوید کنند و برای مثال، مقالاتی در فایننشال تایمز و ساندی تایمز در مورد گروه چاپ شد. در مقاله ساندی تایمز آمده است:
 «در مراسم آغاز به کار مجلهٔ آی‌تی، یک گروه پاپ به نام پینک فلوید به اجرا پرداخت که موسیقی عجیبی را اجرا کردند و تصاویر عجیب و غریبی پشت سر آن‌ها و بر روی یک پرده بزرگ تابانده می‌شد… بسیار روان‌گردانه بود.»
در سال ۱۹۶۶، اعضای گروه رابطهٔ اقتصادی خود را با بلک هیل اینترپرایزز تحکیم بخشیدند و جنر و کینگ هر کدام ۱ قسمت از شش‌دانگ سهم گروه را از آن خود نمودند. در اواخر ۱۹۶۶ به مرور قطعه‌های آر اند بی در اجراهای گروه جای خود را به کارهای ابتکاری برت دادند که بسیاری از این قطعات در نهایت در آلبوم نخست پینک فلوید جای گرفتند. در این دوران، موسیقی پینک فلوید برای بسیاری عجیب و غیرقابل درک بود. برای مثال، زمانی که گروه در یک باشگاه موسیقی برای جوانان کاتولیک برنامه اجرا کردند، صاحب باشگاه از پرداخت دستمزد به آن‌ها سرباز زد؛ چون فکر می‌کرد آنچه اجرا کردند، اسمش موسیقی نیست. زمانی هم که گروه علیه صاحب باشگاه در دادگاه ادعایی را مطرح کردند، یک قاضی محلی به نفع صاحب باشگاه رأی داد. به هر حال اعضا در یوفو کلاب نسبت به قبل پول بیشتری دریافت می‌کردند. اجراهای برت بسیار پرجنب و جوش بود. نیکولاس شافنر (یک نویسنده بیوگرافی): «جهش به اطراف… دیوانگی! … ابتکار و بداهه نوازی … باعث می‌شد تا از محدوده‌ها عبور کنند و به زمینه‌های جدیدی پای بگذارند که … بسیار جالب و مجذوب‌کننده است. از جمله کارهای منحصر به فردی است که دیگران انجام نمی‌دهند.»

### امضای قرارداد با ئی‌ام‌آی
در سال ۱۹۶۷، پینک فلوید به مرور توانست به یکی از جریان‌های مد روز در صنعت موسیقی تبدیل شود. زمانی که گروه در حال مذاکره با کمپانی‌های ناشر موسیقی بود، جو بوید، بنیان‌گذار یوفو کلاب و یکی از مؤسسان آی‌تی، و همچنین یکی از مدیران گروهی به نام برایان موریسون، اوضاع را برای ضبط چند آهنگ در استودیوی سوند تکنیکز در وست همپستید فراهم نمود که آهنگ‌های «آرنولد لین» و «آبنبات و یک کیک کشمشی» از این جمله بودند و در ۲۹ ژانویهٔ ۱۹۶۷ ضبط شدند. سه روز بعد، پینک فلوید قراردادی با کمپانی ئی‌ام‌آی تنظیم کردند و مبلغ ۱٬۵۰۰ پوند به دست آوردند. کلمبیا رکوردز، ناشری که از زیرمجموعه‌های ئی‌ام‌آی به حساب می‌آمد، در ۱۰ مارس ۱۹۶۷ «آرنولد لین» را به عنوان نخستین تک‌آهنگ پینک فلوید عرضه کرد. اشعار «آرنولد لین» در رابطه با یک دگرپوش جنسی بود که باعث شد پخش این آهنگ در تعدادی از ایستگاه‌های رادیویی ممنوع شود. اما «آرنولد لین» توانست به رتبه بیستم در جدول فروش در بریتانیا دست پیدا کند که موفقیت بزرگی برای گروه به حساب می‌آمد.
ئی‌ام‌آی-کلمبیا دومین تک‌آهنگ گروه که «نواختن امیلی را ببین» نام داشت را در ۱۶ ژوئن ۱۹۶۷ منتشر کرد که فروش بهتری نسبت به «آرنولد لین» داشت و توانست به رتبه ۶ جدول فروش تک‌آهنگ‌ها دست پیدا کند. پس از این موفقیت، برت و واترز به برنامهٔ نگاه هفته بی‌بی‌سی دعوت شدند و به سؤالات هانس کلر، مجری برنامه، پاسخ گفتند. همچنین گروه به برنامهٔ بسیار پرطرفدار دیگر بی‌بی‌سی به نام بهترین‌های پاپ دعوت شد و اجرایی نیز داشت. پینک فلوید دو بار دیگر برای اجرا دعوت شد و در بار سوم بود که نخستین علائم بیماری روانی سید برت آشکار شد. او در اوایل ۱۹۶۷، مرتباً از مادهٔ توهم‌زای ال‌اس‌دی استفاده می‌کرد. میسن او را «بی‌تفاوت نسبت به هر چیزی که اتفاق می‌افتاد» توصیف می‌نمود. در ژوئیه سال ۱۹۶۸، پینک فلوید برای فیلم «امشب بگذار همه در لندن عشق بورزیم»، ساختهٔ پیتر وایت‌هد، موسیقی متن ساخت.

### نی‌زن بر دروازه‌های سپیده‌دم
موریسون و یکی از تولیدکنندگان ئی‌ام‌آی به نام نورمن اسمیث، برای ضبطی جدید با پینک فلوید مذاکراتی انجام دادند که به نتایجی رسید. از جمله آنکه قرار شد گروه نخستین آلبوم خود را در استودیوهای ئی‌ام‌آی ضبط کنند. میسن به یاد می‌آورد که این جلسات بدون دردسر به پایان رسیدند اما اسمیث به خاطر دارد که برت حاضر نبود انتقاد و پیشنهادهای او را بشنود. نی‌زن بر دروازه‌های سپیده‌دم، نخستین آلبوم پینک فلوید، در اوت ۱۹۶۷ توسط ئی‌ام‌آی-کلمبیا عرضه شد. آلبوم توانست تا رتبهٔ ۶ جدول صعود کند و ۱۴ هفته تمام در جدول باقی بماند. پینک فلوید همچنان به اجراهای پرازدحام در یوفو کلاب ادامه می‌داد، اما به مرور سلامت روانی برت رو به وخامت می‌نهاد که نگرانی دیگر اعضای گروه را برانگیخت. گروه در ابتدا امیدوار بود که برت پس از مدتی سلامتی خود را بازیابد؛ اما سایرین تا این اندازه، خوش‌بین نبودند؛ از جمله جنر و دستیارش، جون چایلد، که به خاطر می‌آورد: «روزی من او[برت] را در رختکن پیدا کردم و او … اصلاً در حال خود نبود. من و راجر واترز او را سرپا کردیم،[و] تا روی صحنه همراهی‌اش کردیم. گروه شروع به نواختن کرد اما سید فقط آنجا ایستاده بود، گیتارش را نزدیک گردنش گرفته بود و حرکتی نمی‌کرد.»
پس از مدتی، اجراهای گروه یکی پس از دیگری لغو می‌شدند. از جمله مهم‌ترین آن‌ها، اجرای مهم گروه در فستیوال مشهور جز و بلوز ملی بود. یک بار، کینگ ترتیب مصاحبه‌ای را داد که برت در آن به شدت از خستگی عصبی رنج می‌برد. کمی بعد واترز از روان‌پزشک مشهوری به نام آر.دی. لینگ وقت گرفت تا برت را معاینه کند. راجر سعی کرد شخصاً برت را به مطب پزشک ببرد اما او حاضر نشد از خودرو خارج شود. مدتی اقامت در جزیره فرمنترا به همراه دکتر «ساموئل هات» (موسیقیدان و پزشک متخصص در ترک اعتیاد) نیز، بهبودی چندانی در پی نداشت. هیچ نشانه‌ای مبنی بر بهبود برت دیده نمی‌شد اما گروه مجبور بود در ماه سپتامبر تعدادی اجرا در اروپا داشته باشد و به دنبال آن در ماه نوامبر، نخستین تور آن‌ها در ایالات متحده آغاز می‌شد. در طول این تور اوضاع برت به مراتب بدتر شد. او میزبانان خود را با جواب ندادن به سؤالاتشان و خیره شدن به آسمان گیج می‌کرد. در یکی از اجراهایی که قرار بود «نواختن امیلی را ببین» در آن اجرا شود، برت حتی لب‌های خود را تکان هم نداد. پس از مدتی برآشفتگی در گروه، کینگ باقی‌مانده تور در ایالات متحده را به سرعت لغو کرد و اعضا را به لندن بازفرستاد. مدت کوتاهی پس از بازگشت، آن‌ها جیمی هندریکس را در برگزاری توری در انگلستان همراهی کردند اما هر چه که از تور می‌گذشت، افسردگی و ناسلامتی روانی برت اوضاع را وخیم‌تر می‌کرد تا جایی که در ماه دسامبر، شرایط گروه به مرحلهٔ بحران رسید و اعضا سعی کردند با استخدام یک نوازندهٔ جدید رشته کار را بار دیگر به دست بگیرند.

## تغییرات و موفقیت جهانی (۱۹۶۸ تا ۱۹۷۷)

### جانشینی گیلمور به جای برت
در دسامبر ۱۹۶۷، دیوید گیلمور به عنوان عضو پنجم به گروه پیوست. دستیار موریسون، استیو ارورک، گیلمور را در خانه خود و با دستمزد هفتگی ۳۰ پوند به استخدام درآورد و بلک هیل اینترپرایسز در ژانویه ۱۹۶۸، او را به عنوان عضو جدید و گیتاریست دوم گروه استخدام کرد. گروه در نظر داشت تا همکاری خود با برت را فقط در زمینهٔ ترانه‌نویسی ادامه دهد و او دیگر در اجراها حضور نداشته باشد. جنر می‌نویسد: «ایده این بود که دیوید ناکارآمدی برت را پوشش دهد. سید فقط باید[ترانه] می‌نوشت. ما می‌خواستیم او را هر طور شده در گروه نگه داریم.» به دلیل سرخوردگی که در برت ایجاد شده بود، او به جای نوشتن آهنگ‌های جدیدی که موفقیت «آرنولد لین» و «نواختن امیلی را ببین» را تکرار کنند (که همین‌گونه هم از او انتظار می‌رفت)، «هنوز نگرفتیش؟» را نوشت که پس از هر اجرا آن را مقداری تغییر می‌داد تا غیرقابل یادگیری شود. در ژانویه ۱۹۶۸ عکسی از پینک فلوید پنج نفره گرفته شد که برت در آن به جای نگاه به دوربین مانند سایر اعضا، به دورتر نگاه می‌کرد.
سرانجام کار کردن با برت بسیار سخت شد. موضوع در ماه ژانویه جدی شد، زمانی که گروه در حال آماده شدن برای رفتن به سمت ساوت‌همپتون بودند، یکی از اعضا در مورد همراهی برت با آن‌ها در این اجرا پرسید که گیلمور به خاطر می‌آورد یکی از اعضا جواب گفت: «نه، بیایید خودمونو به زحمت نندازیم.» جمله‌ای که نشانی برای فرارسیدن زمان پایان عضویت برت در پینک فلوید بود. واترز می‌گفت: «او دوست ما بود ولی بیشتر اوقات ما[از شدت عصبانیت] می‌خواستیم خفه‌اش کنیم!» در اوایل مارس ۱۹۶۸، اعضای پینک فلوید با شریک‌های تجاریشان، جنر و کینگ، ملاقات کردند و کینگ در مورد آیندهٔ گروه صحبت کرد؛ برت قبول کرد گروه را ترک کند. کینگ و جنر که برت را مغز متفکر گروه می‌پنداشتند سعی در طرفداری از او کردند و کمی بعد به روابط‌شان با پینک فلوید خاتمه دادند. سپس موریسون بنگاه خود را به نمس اینترپرایسز فروخت و استیو ارورک تبدیل به مدیر گروه شد. بلک‌هیل اینترپرایسز نیز در ۶ آوریل ۱۹۶۸، جدایی برت از پینک فلوید را اعلام کرد.
 پس از جدایی برت، بار ترانه‌نویسی و ادامه مسیر خلاقانه گروه تقریباً به صورت کامل به دوش واترز افتاد. در آغاز، گیلمور سعی می‌کرد تا صدای برت را در اجراهای گروه برای تلویزیون‌های اروپایی تقلید کند اما زمانی که آن‌ها در اطراف یک دانشگاه اجراهایی داشتند، از «مراقب تبر باش، یوجین» و «چقدر خوب می‌شد» استفاده کردند که توسط واترز و رایت نوشته شده بودند.

### یک نعلبکی رمز و راز

جلد روانگردانانه آلبوم «یک نعلبکی رمز و راز» که توسط هیپ‌نسیس طراحی شد.

در ۱۹۶۸، اعضای گروه برای ضبط آلبوم دومشان، «یک نعلبکی رمز و راز»، به استودیوهای ابی‌رود بازگشتند. این آلبوم شامل آخرین اثر سید برت پیش از ترک پینک فلوید است که «جاگبند بلوز» نام دارد. واترز از زمان کار بر روی این آلبوم شروع به ساخت قطعاتی کرد که خود ترانه آن‌ها را نوشته بود؛ مانند «دستگاه‌ها را تنظیم کن به سمت قلب خورشید»، «روشنایی بیشتر شود» و «سرجوخه کلگ». رایت نیز دو آهنگ برای آلبوم نوشت: «روزی را به یادآور» و «الاکلنگ». اسمیث گروه را تشویق کرد تا خود تهیه‌کنندگی آثار را بر عهده بگیردند و آن‌ها هم تعدادی دمو در خانه‌هایشان ضبط کردند. با راهنمایی اسمیث بود که اعضا فرا گرفتند چگونه با دید هنری مورد نظرشان آلبوم را در استودیوهای ابی‌رود ضبط کنند. اما به هر حال، اسمیث نسبت به آلبوم و آهنگ‌هایش ناراضی می‌نمود تا جایی که میسن سعی کرد با نواختن درام بخشی از «روزی را به یادآور» او را راضی کند که بی‌نتیجه ماند. رایت بعداً در مورد دیدگاه اسمیث در مورد آلبوم گفت: «نورمن[اسمیث] از آلبوم دوم به کلی ناامید شد… او همیشه چیزهایی شبیه به این می‌گفت، «شما نمی‌توانید بیست دقیقه این سروصدای مسخره را طول بدهید».»
آلبوم در ۲۹ ژوئن ۱۹۶۸ عرضه شد. استورم تورجرسن و اوبری پاول از هیپ‌نسیس جلد آلبوم را طراحی کردند. گروه هیپ‌نسیس، طراح جلد آلبوم‌های نخستین پینک فلوید بود و به این ترتیب این آلبوم، دومین آلبوم در تاریخ شرکت پخش موسیقی ئی‌ام‌آی است که این شرکت، اجازه داد تا گروهی مجزا از مجموعه ئی‌ام‌آی جلد آلبومی را برایشان طراحی کنند. در مجموع آلبوم تا رده ۹ جدولهای انگلستان صعود کرد و توانست ۱۱ هفته در جدول باقی بماند. روزنامه هفتگی رکورد میرر آلبوم را در مجموع مثبت ارزیابی کرد اما از خوانندگان خواست تا «از این آلبوم به عنوان موسیقی زمینه یک جشن استفاده نکنند.» جان پیل اجراهای زنده «یک نعلبکی رمز و راز» را «مانند یک تجربهٔ مذهبی» دانست و ان‌ام‌ئی آن را «طولانی و خسته‌کننده… به جز چند زمان خاص» خواند. یک روز پس از عرضه رسمی آلبوم در انگلستان، گروه نخستین کنسرت رایگان خود را در «هاید پارک» لندن اجرا کرد. در ژوئیه ۱۹۶۸، پینک فلوید برای دومین بار به ایالات متحده سفر کرد. در این سفر د هو و سافت ماشین هم پینک فلوید را همراهی می‌کردند و می‌توان این تور را نخستین تور بااهمیت پینک فلوید قلمداد کرد. در دسامبر همان سال، «من را در آسمان نشان بده» عرضه شد که مانند تک‌آهنگ‌های قبلی به موفقیت نرسید و به همین دلیل، آخرین تک‌آهنگ گروه پیش از «پول» بود.

### اوماگوما، مادر قلب‌اتمی و فضولی

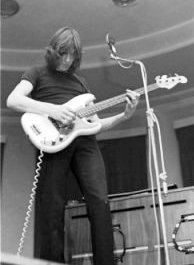
تصویری از اجرای واترز در دانشگاه لیدز در سال ۱۹۷۰.

اوماگوما یک تفاوت اصلی با آلبوم‌های پیشین پینک فلوید داشت؛ این آلبوم به صورت یک LP دو صفحه‌ای و توسط هاروست رکوردز عرضه شد. دو طرف اول این آلبوم
شامل اجراهای زنده گروه در دانشکدهٔ بازرگانی منچستر و کلابی به نام مادرها در بیرمنگام می‌شد. صفحه دیگر LP، شامل یک آلبوم استودیویی آزمایشی بود که هر کدام از اعضا به صورت جداگانه قطعه‌هایی برای آن ساختند. اوماگوما در نوامبر ۱۹۶۹ عرضه شد و در مجموع نقدهای مثبتی دریافت نمود. آلبوم توانست تا رتبهٔ ۵ جدول فروش در بریتانیا بالا برود و ۲۱ هفته در جدول بماند.
مادر قلب‌اتمی در نوامبر ۱۹۷۰ منتشر شد. نسخه اولیه آلبوم در ماه ژانویه و در فرانسه به اجرا درآمد اما اختلافات بین اعضا و مشکلات میکس آلبوم باعث شد تا گروه ران گیزین را برای حل مشکلات صوتی آلبوم به استخدام درآورند. گیزین سعی در حل این مشکلات داشت اما روش ضبط متفاوت و خلاقیت گروه باعث شد تا این مرحله چندان برای او بدون مشکل نباشد. در نهایت، او با یاری جان آلدیس (او رهبر گروه کُری بود که برای ضبط قطعه «مادر قلب‌اتمی» استخدام شد) بر این مشکلات فائق آمد. این آلبوم همچنین آخرین همکاری گروه با اسمیث، در جایگاه تولیدکننده اجرایی، بود. گیلمور درجایی می‌گوید: «او دقیقاً… هیچ کاری نمی‌کرد.». مادر قلب‌اتمی را نمی‌توان آلبوم محبوب گروه دانست، راجر واترز در مورد آلبوم می‌گوید ترجیح می‌داد این آلبوم «یک راست به سطل زباله انداخته شود و بعد از آن هرگز کسی دوباره آن را نشنود.» گیلمور به همان اندازه نسبت به آلبوم بی‌تفاوت است. او آن را مانند «تلی زباله» می‌داند و می‌گوید: «من فکر می‌کنم ما در آن دوره داشتیم آب در هاون می‌کوبیدیم.». مادر قلب‌اتمی نخستین آلبوم پینک فلوید بود که به رتبه ۱ جدول‌های فروش در بریتانیا دست پیدا کرد و از این لحاظ موفقیتی بزرگ برای گروه بود. این آلبوم توانست ۱۸ هفته در جدول باقی بماند. نخستین بار مادر قلب‌اتمی در فستیوال بَث به صورت رسمی به اجرا درآمد.
پینک فلوید در سال ۱۹۷۰، بارها در اروپا و ایالات متحده تور برگزار کرد. گروه در سال ۱۹۷۱، توانست رتبه دوم در رای‌گیری مردمی مجله ملودی میکر را به دست آورد و برای نخستین بار سود نصیب اعضا کند. میسن و رایت در همین زمان پدر شدند و در لندن خانه‌ای خریدند. گیلمور که همچنان مجرد باقی‌مانده بود، به یک مزرعه قرن نوزدهمی در منطقه اسکس نقل مکان کرد. واترز هم یک استودیو خانگی ضبط موسیقی در منزل شخصی‌اش در ایزلینتن و یک ابزارخانه در محل پشت باغ شخصی‌اش برپا کرد.
زمانی که در ژانویه ۱۹۷۱ اعضا از تور جهانی مادر قلب‌اتمی بازگشتند، کار بر روی قطعات جدید را آغاز نمودند. به دلیل فقدان یک موضوع اصلی، این دورهٔ زمانی به ابداع چند قطعه آزمایشی و بی‌کیفیت گذشت. مهندس صوت جان لِکی به خاطر می‌آورد که در این دوره، جلسات ضبط اغلب از بعد از ظهر آغاز می‌شدند و تا آغاز روز بعد ادامه می‌یافت. او می‌گوید: «در آن دوره هیچ چیز به اتمام نمی‌رسید. حتی هنوز با هیچ کمپانی ناشری قرارداد بسته نشده بود و مدیر ناشر آن‌ها همیشه فقط با مقداری بطری شراب و ماری‌جوانا ظاهر می‌شد.» گروه زمان طولانی را صرف کار بر روی اصوات اولیه یا ریف‌های گیتار کار می‌کردند. آن‌ها چند روزی هم در ایر استدیوز تلاش کردند تا با اشیاء خانگی موسیقی خلق کنند. پروژه‌ای که در آن زمان به هیچ نتیجه‌ای نرسید و در فاصله زمانی بین کاش اینجا بودی و نیمه تاریک ماه دوباره مورد توجه گروه قرار گرفت.
آلبوم بعدی پینک فلوید به نام فضولی، در اوت ۱۹۷۱ عرضه شد. ژان چارلز کاستا، منتقد رولینگ استون، در مورد آلبوم می‌نویسد: «این آلبوم تنها ارزش‌های گیلمور، لید گیتاریست گروه، را به عنوان یک عضو شکل‌دهنده و ارزشمند اثبات نمی‌کند بلکه عیناً و قویاً این را نشان می‌دهد که گروه بار دیگر در مسیر رشد قرار گرفته است.». پات|پاوی تاریخ عرضه آلبوم را ۵ اوت عنوان می‌کند، اما سایت پینک فلوید این تاریخ را ۱۳ نوامبر می‌داند. تمام منابع تأیید می‌کنند تاریخ عرضه در ایالات متحده ۳۰ نوامبر بوده است: تاریخ عرضه ۵ نوامبر در انگلستان برای فضولی منتقد ان‌ام‌ای آلبوم را «فوق‌العاده خوب» توصیف کرد و آهنگ «پژواک‌ها» را «نقطه اوجی» خواند که گروه برای رسیدن به آن تلاش می‌کرد. اما مایکل واتس منتقد ملودی میکر آلبوم را «ملال آور» دانست و در توضیح، از عبارت‌های «موسیقی متن فیلمی که وجود ندارد» و «صدا و خشم بسیار اما پوچ» استفاده کرد. فضولی را می‌توان نقطه گذر گروه از مرحله تأثیر برت بر موسیقی پینک فلوید به مرحله طلوع پینک فلوید جدید دانست. آلبوم تا رتبه ۳ جدول‌ها در انگلستان صعود کرد و ۸۲ هفته هم در جدول باقی ماند.

### نیمه تاریک ماه

جلد مشهور نیمه تاریک ماه توسط جرج هاردی و هیپ‌نسیس طراحی شد.

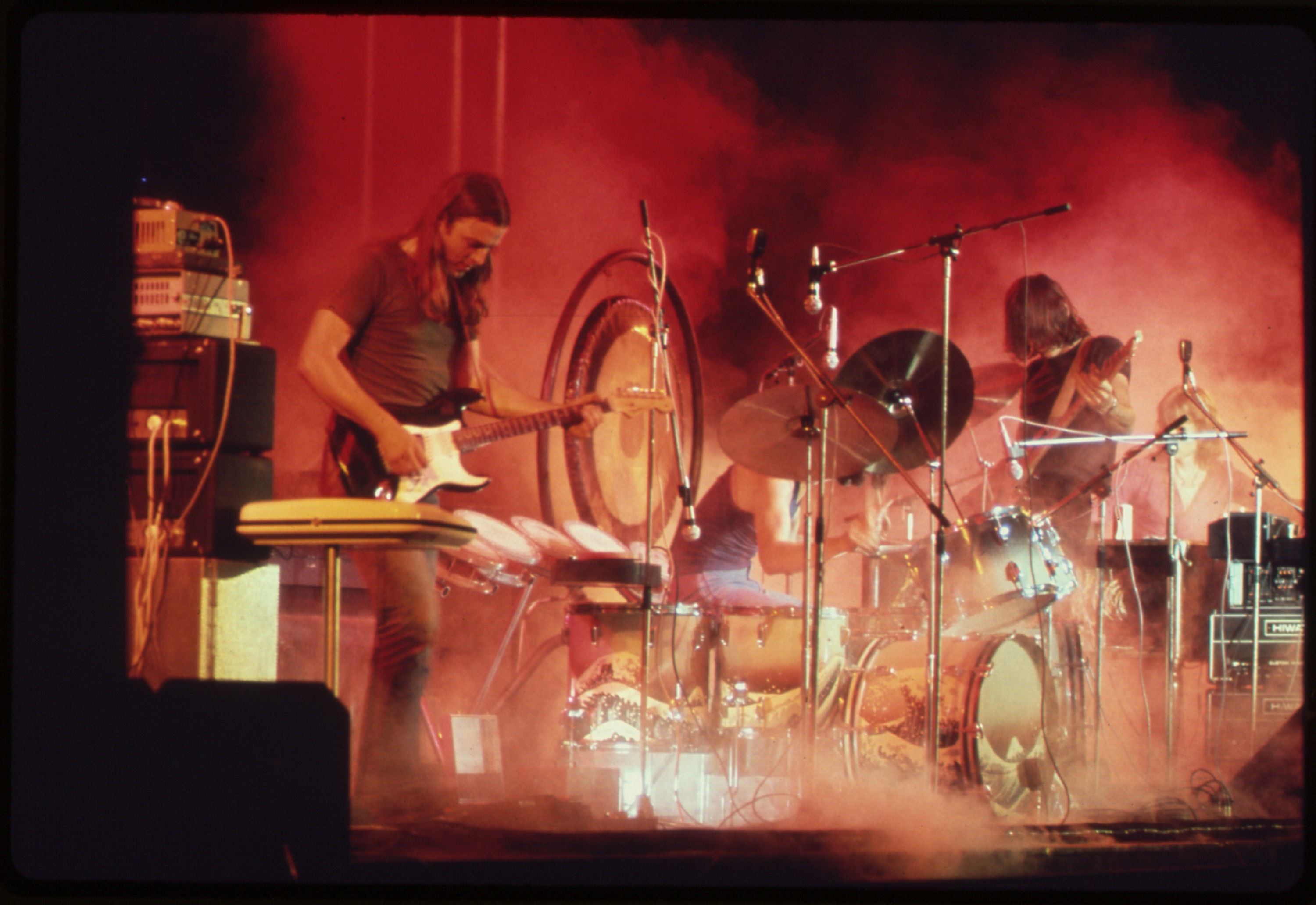
پینک فلوید در ۱۹۷۳. از چپ به راست: گیلمور، میسن و واترز.

نیمه تاریک ماه در فاصله زمانی بین مه ۱۹۷۲ تا ژانویه ۱۹۷۳ در استودیوهای ابی‌رود ضبط شد. آلبومی که نخستین همکاری گروه با آلن پارسونز، یکی از کارکنان ئی‌ام‌آی، به عنوان مهندس صدا بود. نام آلبوم بیشتر به موضوع جنون اشاره دارد تا به مسائل ستاره‌شناسی. گروه نخستین مراحل کار بر روی آلبوم را در زمان برگزاری تورهایشان در بریتانیا، ژاپن، آمریکای شمالی و اروپا آغاز کردند. در مراحل ساخت این آلبوم، تهیه‌کننده‌ای به نام کریس توماس تبدیل به دستیار پارسونز شد. هیپ‌نسیس طرح بسته‌بندی آلبوم را ارائه کرد که شامل طرح مشهور شکسته شدن نور در منشور به عنوان جلد آلبوم می‌شد که توسط جورج هاردی و استورم تورجرسن طراحی شده بود. طراحی جلد به این صورت بود که یک پرتوی نور سفید رنگ، که نماد یگانگی است، از درون یک منشور، که نماد جامعه است، می‌گذرد و در نتیجه، شکسته شده و به رنگ‌های گوناگون تقسیم می‌شود که نشان از نابودی یگانگی دارد. تمام اشعار این آلبوم سروده واترز هستند.
آلبوم در مارس ۱۹۷۳ عرضه شد و به سرعت در جدول‌های فروش انگلستان و اروپای غربی صعود کرد. نقدهای منتشر شده نیز تماماً به ستودن آلبوم پرداختند. پس از عرضه آلبوم، تمام اعضا به جز ریچارد رایت از مصاحبهٔ پس از عرضه سر باز زدند، چون اعتقاد داشتند نباید تا زمان منتشر شدن میکس کوادرافونیک و نسخه باکیفیت آلبوم مصاحبه‌ای انجام دهند. روی «هولینگورث» ، منتقدی از ملودی میکر، طرف اول آلبوم را «کاملاً آشفته» و درک آن را «مشکل» خواند اما طرف دوم را با این جملات مورد تمجید قرار داد: «آهنگ‌ها، صداها…[و] ریتم‌ها بسیار عالی هستند… ساکسوفون شاهکار کرد و گروه به معنای واقعی راک اند رول کردند». لوید گراسمن، منتقد «رولینگ استون»، آلبوم را این‌گونه توصیف کرد: «یک آلبوم خوب و غنی که شنونده را درگیر می‌کند.».
نیمه تاریک ماه، به عنوان بخشی از تور ایالات متحده در فهرست اجرای گروه قرار گرفت و در مارس ۱۹۷۳ به اجرا درآمد. این آلبوم یکی از موفق‌ترین آلبوم‌های راک در تمام دوران‌ها است که در ایالات متحده به رتبهٔ ۱ رسید و تا چهارده سال در جدول‌ها باقی ماند. در بریتانیا، آلبوم به رتبه ۲ دست پیدا کرد و ۳۶۴ هفته حضور خود را حفظ کرد. در مجموع آلبوم ۴۰ میلیون نسخه در جهان فروخت و به دومین آلبوم پرفروش تاریخ و بیست و یکمین آلبوم پرفروش ایالات متحده مبدل شد. توفیقی که نیمهٔ تاریک ماه به دست آورد ثروت هنگفتی برای اعضای پینک فلوید به ارمغان آورد تا جایی که واترز و رایت عمارت‌های اشرافی بزرگی در مناطق روستایی خریدند و میسن به جمع‌آوری خودروهای گران‌قیمت روی آورد. گروه پس از آن قرارداد خود با کپیتال رکوردز، که عرضه‌کنندهٔ آلبوم‌هایشان در ایالات متحده بود، را فسخ کردند و با کلمبیا رکوردز قرارداد جدیدی انعقاد نمودند که مبلغ هنگفت ۱٬۰۰۰٬۰۰۰ دلار را به عنوان پیش قسط به آن‌ها پرداخت نمود. مبلغی که امروزه ارزشی بیش از ۵٬۰۰۰٬۰۰۰ دلار دارد. البته گروه به همکاریش با هاروست رکوردز به عنوان ناشر آثارش در اروپا ادامه داد.

### کاش اینجا بودی

سید برت در پنجم ژوئن ۱۹۷۵، هنگامی که اعضای گروه در حال کار بر روی آلبوم بودند، به ابی رود استودیوز مراجعه کرد.

پس از تور نیمه تاریک ماه در انگلستان، اعضای پینک فلوید برای ضبط آلبومی جدید در ژانویه ۱۹۷۵ به استودیو بازگشتند و کار بر روی نهمین آلبوم خود با نام کاش اینجا بودی را آغاز کردند. آلن پارسونز پیشنهاد همکاری با پینک فلوید در این آلبوم را رد کرد زیرا با پروژهٔ شخصی خودش، آلن پارسونز پراجکت، به موفقیت رسیده بود؛ بنابراین گروه برای مهندسی صدا به سراغ برایان هامفریس رفتند. در ابتدا سرایش قطعات جدید برای گروه سخت بود زیرا موفقیت نیمهٔ تاریک ماه اعضا را از لحاظ جسمی و روحی تخلیه کرده بود. رایت بعداً آن دوره را «سقوط در یک دورهٔ دشوار» توصیف کرد و واترز آن را «طاقت فرسا» دانست. تنها گیلمور نسبت به بهبود کیفیت قطعات علاقه نشان می‌داد. میسن هم که به تازگی تجربه جدایی از همسرش را از سر گذرانده بود، دچار ناراحتی و حس بی‌تفاوتی شده بود که به شدت بر روی کیفیت درام نوازی‌اش تأثیر منفی گذاشت.
پس از چند هفته سرگردانی، واترز شروع به تجسم یک مفهوم کلی برای موضوع آلبوم کرد. در سال ۱۹۷۴، پینک فلوید سه قطعه جدید ساختند و در یک سری کنسرت در اروپا به اجرا درآوردند. این قطعات جدید نهایتاً تبدیل به نقطهٔ آغازی برای ایجاد آلبوم جدید گروه شدند که با یک قطعه گیتار نوازی چهار نتی گیلمور آغاز می‌شد که توسط خود او و به یاری واترز و رایت نوشته شده بود. آهنگ‌های این آلبوم بر اساس مفهوم کلی اوج‌گیری و زوال سید برت، عضو پیشین گروه، ساخته شده بودند. واترز تعبیر می‌کند: «به این دلیل که من می‌خواستم تا جایی که می‌شود به این احساس… توصیف ناشدنی و مالیخولیایی که بابت ناپدید شدن سید به آن دچار شده بودم، نزدیک شوم».
زمانی که اعضا در حال کار کردن بر روی این آلبوم بودند، برت به صورت ناگهانی به دیدار گروه در استودیو آمد. تورجرسن در این‌باره می‌گوید: «جایی نشست و کمی صحبت کرد اما در واقع آنجا نبود.». او در ظاهر بسیار تغییر کرده بود و اعضای گروه در ابتدا او را به جا نیاوردند. ظاهراً پس از این ملاقات واترز به شدت ناراحت شد. کاش اینجا بودی در ۵ ژوئیه ۱۹۷۵ در فستیوال موسیقی «اُپن-ایر» در نب‌وورث به اجرا درآمد و در سپتامبر همان سال عرضه شد. آلبوم توانست در بریتانیا و ایالات متحده به رتبه ۱ دست پیدا کند.

### جانوران

جلد آلبوم جانوران. یک خوک بر فراز نیروگاه پرواز می‌کند.

در سال ۱۹۷۵، پینک فلوید یک ساختمان سه طبقه در ایزلینتن خریداری کرده و آن را به استدیوی ضبط موسیقی و انبار تبدیل نمودند. آلبوم دهم گروه به نام جانوران در سال ۱۹۷۶ و در استدیوی جدید گروه به روش نوین «۲۴ آهنگه» ضبط شد. موضوع اصلی آلبوم از رمان مزرعه حیوانات جرج اورول نویسنده مشهور بریتانیایی برگرفته شده بود و در متن ترانه‌ها به تفاوت‌های سه طبقه نمادین اجتماع یعنی «خوک‌ها»، «سگ‌ها» و «گوسفندها» اشاره می‌شود. بار دیگر هیپ‌نسیس برای طراحی و بسته‌بندی آلبوم فراخوانده شد اما در نهایت این راجر واترز بود که تصویر نهایی جلد آلبوم که جلوه‌گر یک خوک پرنده بر فراز نیروگاه بترسی بود را طراحی کرد.
تقسیم‌شدن حق امتیاز به صورت ناعادلانه بین اعضای گروه، آغازی برای مناقشه بین آن‌ها بود. گیلمور که مسئولیت زیادی در آهنگ «سگ‌ها» (که تقریباً طرف اول آلبوم را پر می‌کرد) قبول کرده بود، مبلغ کمتری از واترز دریافت کرد که تنها دو قطعهٔ کوتاه «خوک‌های بال‌دار» را ساخته بود. رایت می‌گوید: «تقریباً همه آن قضیه تقصیر من بود چون من هیچ ایده‌ای ندادم در صورتی که دِیو چیزهایی ارائه داد اما مبلغ کمی دریافت کرد.» میسن به یاد می‌آورد: «راجر ایده‌های بسیاری داشت اما او داشت دِیو را مهار می‌کرد و به عمد او را خسته می‌نمود.». به تازگی فرزند نخست گیلمور به دنیا آمده و این موضوع پریشانش کرده بود و به همین دلیل، وقت زیادی برای مشارکت در آلبوم نداشت. واترز و میسن هم به همین ترتیب نقش خاصی را ایفا نکردند. رایت دچار مشکلات خانوادگی شده بود و رابطهٔ چندان دوستانه‌ای با واترز نداشت. جانوران نخستین آلبوم پینک فلوید است که رایت در نوشتن هیچ آهنگی از آن نقش ندارد. او به خاطر می‌آورد: «جانوران... آلبوم خوش‌حال‌کننده‌ای برای من نبود… این نخستین باری بود که راجر حقیقتاً باور کرد که تنها نویسندهٔ گروه است… که این فقط به خاطر اوست که ما[پینک فلوید] هنوز سرپا مانده بودیم… و زمانی که او تنها قطعات مورد علاقه خودش را در آلبوم قرار داد، رابطهٔ من و او بازهم تیره‌تر شد.».
جانوران در ژانویه ۱۹۷۷ عرضه شد و در بریتانیا به رتبه ۲ جدول‌ها رسید. در ایالات متحده هم آلبوم تا رتبه ۳ صعود کرد. ان‌ام‌ای این‌گونه آن را توصیف کرد: «یکی از تندترین، بی‌رحمانه‌ترین، دلخراش‌ترین و رک‌ترین آثار موسیقی». منتقد ملودی میکر «هم آلبوم را طعم تلخ حقیقت در یک پوشش متوسط که سال‌های اخیر بسیار دیده شده و به شکلی فزاینده خواب‌آور است» خواند.
گروه از بیشتر قطعات این آلبوم در تور بشخصه استفاده کرد که نخستین تجربهٔ پینک فلوید در اجرا در استادیوم‌های بزرگ بود. اتفاقی که رابطه بین اعضا را ضعیف‌تر کرد. واترز قبل از اجرا به اتاق مخصوص به خودش می‌رفت و پس از آن هم بلافاصله محل را ترک می‌کرد. حتی یک‌بار رایت به انگلستان برگشت و تهدید کرد که گروه را ترک می‌کند. در زمان اجرای گروه در ورزشگاه المپیک مونترآل گروهی از هواداران پرسروصدا و هیجان زده که درست در جلوی جایگاه قرار گرفته بودند، واترز را خشمگین کردند تا جایی که آب دهانش را بر صورت یکی از آن‌ها پرتاب کرد. انتهای تور برای گیلمور بدون انگیزه ادامه یافت. او از موفقیت‌های قبلی گروه اشباع شده بود و فکر می‌کرد که هدف والاتری برای دست یافتن وجود ندارد.

## دوره رهبری واترز (۱۹۷۸ تا ۱۹۸۵)

### دیوار
در ژوئیه ۱۹۷۸ و در بحبوحهٔ یک بحران مالی، راجر واترز دو ایده جدید برای آلبوم بعدی به گروه ارائه کرد. ایده نخست که یک دموی ۹۰ دقیقه‌ای را شامل می‌شد، آجرهای در دیوار نام داشت و ایده دوم بعدها تبدیل به نخستین آلبوم تک‌نفره واترز به نام مزایا و معایب اتواستاپ زدن شد. میسن و گیلمور در انتخاب یکی از این دو ایده دو دل بودند اما در نهایت ایده اولی انتخاب شد. باب ازرین بخشی از تهیه‌کنندگی را بر عهده گرفت و یک نمایشنامه چهل صفحه‌ای برای آلبوم نوشت. داستان ازرین در مورد شخصیتی گشتالت به نام «پینک» بود که بر اساس تجربیات دوره کودکی واترز نوشته شده بود؛ از جمله این‌که پدر «پینک» مانند واترز در جنگ جهانی دوم کشته می‌شود. «پینک» شخصیتی معتاد به مواد مخدر بود که به دلیل حضور در صنعت موسیقی دچار افسردگی شده و در نهایت به خود بزرگ بینی دچار می‌شد. کلیت قصه تا حدی از داستان زوال سید برت، عضو پیشین گروه، الهام گرفته شده بود. در پایان آلبوم، «پینک» دیواری که در اطراف خود برچیده فرو می‌ریزد و بار دیگر تبدیل به فردی معمولی و بااحساس می‌شود.
در طی مراحل ضبط دیوار میسن، واترز و گیلمور به‌طور فزاینده‌ای از عدم مشارکت و همکاری رایت نسبت به آلبوم ناراضی بودند. گیلمور بیان می‌کند که رایت «به هیچ وجه و در هیچ زمینه به آلبوم کمکی نکرد. او بسیار کم این کار را کرد» و «به همین دلیل برای اخراج مورد فشار قرار گرفت». میسن می‌گوید: «حداکثر همکاری رایت حضور در جلسات ضبط و نشستن بود. او هیچ کاری نمی‌کرد و فقط یک تهیه‌کننده بود.». واترز در این مورد می‌گوید: «[رایت] برای همکاری در ضبط آلبوم آماده نبود…[و] این مورد قبول همه بود… او یا باید یک نبرد طولانی انجام می‌داد یا باید… از همکاری در ساخت آلبوم به کلی انصراف می‌داد اما تمام سهم خود را حفظ می‌کرد… اما در آخر او قبول کرد برود و این کار را در سکوت کامل انجام داد.».
پینک فلوید پس از آهنگ «پول» دیگر تک‌آهنگی عرضه نکرده بود. با عرضه تک‌آهنگ «آجری دیگر در دیوار (بخش ۲)» این اتفاق بار دیگر تکرار شد و این تک‌آهنگ توانست به صدر جدول‌ها در بریتانیا و ایالات متحده برسد. آلبوم دیوار در ۳۰ نوامبر ۱۹۷۹ عرضه شد و توانست ۱۵ هفته در جدول بیلبورد ایالات متحده دوام بیاورد و در جدول‌های بریتانیا هم تا رتبه سوم صعود کند. دیوار با فروش ۲۳ میلیونی در ایالات متحده، در جایگاه سوم ۱۰۰ آلبوم پرفروش «آرآی‌ای‌ای» در تمام دوران‌ها قرار دارد. جلد آلبوم یکی از مینیمالیستی‌ترین کارهای آن‌هاست که در آن تنها نام دیوار بر روی یک صفحه سفید با طرح آجر مانند دیده می‌شود و هیچ اثری از نام گروه بر روی جلد وجود ندارد. جلد این آلبوم، همچنین نخستین جلد آلبوم گروه از زمان عرضهٔ نی‌زن بر دروازه‌های سپیده‌دم است که هیپ‌نسیس در طراحی آن نقشی نداشته است.
جرالد اسکارف تعدادی انیمیشن برای اجراهای آینده گروه در تور دیوار تولید کرد. اسکارف همچنین مأموریت یافت تعدادی عروسک قابل باد کردن طراحی کند که
بر اساس شخصیت‌های آلبوم مانند «مادر»، «همسر سابق» و «ناظم مدرسه» ساخته شدند. پینک فلوید از این عروسک‌ها در جریان اجراهای آلبوم استفاده کرد. روابط اعضا در این زمان بسیار تیره بود. واترز با خودروی شخصی‌اش به مکان اجراها می‌آمد و در هتلی متفاوت نسبت به سایر اعضا اقامت می‌گزید. رایت هم به عنوان موسیقی‌دان حقوق‌بگیر در اجراها شرکت می‌کرد.
ایده این بود که دیوار همراه با یک فیلم عرضه شود و قرار بود تا این فیلم ترکیبی از انیمیشن‌ها به همراه اجراهای زنده گروه باشد؛ اما مشخص شد که استفاده از اجراهای زنده
در فیلم غیر عملی است. آلن پارکر شخصی بود که قبول کرد رویکردی متفاوت را در پیش بگیرد. بالاخره قرار شد تا انیمیشن‌ها با صحنه‌های فیلم‌برداری شده صامت که بازیگران حرفه‌ای در آن ایفای نقش می‌کردند، ترکیب شود تا نسخه نهایی فیلم به دست آید. در ابتدا واترز مایل بود تا شخصاً در فیلم به ایفای نقش بپردازد اما مدت کوتاهی بعد نظرش عوض شد و باب گلداف پذیرفت تا نقش «پینک» را ایفا کند. البته او در ابتدا این پیشنهاد را رد کرد و فیلم‌نامه را «مزخرف» خواند؛ اما نهایتاً با پیشنهاد مبلغ هنگفتی به عنوان دستمزد قبول کرد در فیلم بازی کند. دیوار پینک فلوید در مه ۱۹۸۲ و در طی فستیوال فیلم کن به نمایش درآمد و در ژوئیه همان سال هم در بریتانیا اکران شد.

### برش نهایی
در سال ۱۹۸۲، واترز یک طرح موسیقایی جدید با عنوان آجرهای یدکی به گروه پیشنهاد داد. این پروژه در اصل قرار بود به عنوان موسیقی متن فیلم دیوار مورد استفاده قرار گیرد اما این موضوع منتفی شد و قرار شد تا مفهوم اصلی آلبوم، اعتراض به جنگ فالکلند شود. واترز اعتقاد داشت که واکنش مارگارت تاچر نسبت به تهاجم آرژانتین به جزایر فالکلند بی‌مورد و نالازم بوده و تصمیم گرفت در آلبوم اشاراتی به پدرش که در جنگ کشته شده بود بشود. تقریباً بلافاصله پس از طرح موضوع توسط واترز، مشاجرهٔ بین او و گیلمور آغاز شد چون گیلمور اعتقاد داشت در این آلبوم باید از ترانه‌ها و قطعات جدید استفاده شود نه از نسخه بازیافت شدهٔ چند ترانه که برای استفاده در دیوار رد شده بودند. واترز نیز
احساس می‌کرد که گیلمور در گذشته همکاری چندانی در زمینه ترانه‌نویسی اشعار ترانه‌های گروه نداشته است. مایکل کامن یکی از اشخاصی بود که در تولید قسمت‌های ارکسترال دیوار با گروه همکاری کرده بود. او بین گیلمور و واترز وساطت کرد و همچنین نقشی که به‌طور سنتی رایت (که حال غایب بود) در گروه ایفا می‌کرد را بر عهده گرفت. در زمان تولید این آلبوم شکاف بین اعضا تا جایی پیش رفت که واترز و گیلمور به‌طور جداگانه کار می‌کردند. گیلمور از این اتفاق به شدت احساس ناخرسندی می‌کرد اما در عین حال سعی داشت خونسردی خود را حفظ نماید. در نهایت هم نام گیلمور از لیست تهیه‌کنندگان آلبوم حذف شد که این حادثه واکنش واترز نسبت به عدم همکاری گیلمور در بخش ترانه‌سرایی بود.
اگرچه سهم میسن در تولید آلبوم در حداقل ممکن خود قرار داشت، اما او خود را مشغول ضبط افکت‌های صوتی برای سامانه هولوفونیک تجربی کرد که قرار بود در تولید آلبوم مورد استفاده قرار بگیرد. میسن همچنین درگیر مشکلات خانوادگی خود بود که باعث می‌شد نتواند همکاری چندانی داشته باشد. گروه تصمیم گرفت که از استورم تورجرسن برای طراحی جلد آلبوم استفاده نکند و واترز تصمیم گرفت تا شخصاً به طراحی آن بپردازد. نهایتاً آلبوم در مارس ۱۹۸۳ عرضه شد و مستقیماً به صدر جدول‌های فروش در بریتانیا رفت و در ایالات متحده تا جایگاه ششم صعود کرد. واترز خود تمام اشعار و موسیقی آلبوم را نوشت. گیلمور ایده‌ای برای ایجاد قطعات جدید نداشت و از واترز درخواست کرد تا با ایجاد تأخیر در زمان ضبط آلبوم به او کمی فرصت بدهد تا قطعات خود را بسازد که واترز این پیشنهاد را رد کرد. گیلمور بعدها ابراز کرد: «من قطعاً به دلیل تنبلی در این موضوع مقصر بودم… اما او واقعاً تمایلی به قرار دادن چند آهنگ بی‌کیفیت در برش نهایی نداشت.» «کرت لودر» ، منتقد مجلهٔ رولینگ استون، امتیاز کامل را به آلبوم اختصاص داد و آن را این‌گونه تمجید کرد: «یک اثر بسیار با کیفیت… یکی از مهم‌ترین شاهکارها و دستاوردهای آرت راک». لودر همچنین آلبوم را در اصل «آلبوم تک‌نفرهٔ واترز» توصیف نمود.

### «یک نیروی مصرف شده» و جدایی واترز
در سال ۱۹۸۴، گیلمور دومین آلبوم تک‌نفره خود به نام عقب‌گرد را عرضه کرد و از این آلبوم برای بیان احساساتش نسبت به چندین موضوع استفاده نمود. مسائل بیان شده در آلبوم از مسئلهٔ قتل جان لنون تا روابط شخصی‌اش با واترز را شامل می‌شد. گیلمور بعدها اذعان کرد که از عقب‌گرد برای ایجاد فاصله با پینک فلوید استفاده کرده بود. کمی بعد، واترز نیز آغاز به برگزاری تور برای نخستین آلبوم تک‌نفرهٔ خود، مزایا و معایب اتواستاپ زدن، کرد. رایت هم پروژهٔ «زی» را به همراه دیو هریس بنیان گذاشت و آلبوم هویت را ضبط کرد که با شکست روبرو شد. در اوت ۱۹۸۵ میسن پروفایلز را عرضه کرد.
پس از آن‌که واترز پینک فلوید را «یک نیروی مصرف شده» خواند، با اروروک تماس گرفت تا در مورد مسائل مالی آینده و حق امتیازها با وی تفاهم کند. ارورک مجبور شد تا موضوع را با میسن و گیلمور در میان بگذارد که این موضوع واترز را به شدت عصبانی کرد تا جایی که می‌خواست او را از مدیریت گروه برکنار کند. بعد از آن واترز به دادگاه عالی مراجعه کرد و تلاش کرد تا جلوی استفاده از نام پینک فلوید توسط گیلمور و میسن را بگیرد. زمانی که وکیل‌های واترز دریافتند ماجرای همکاری هرگز به صورت رسمی تأیید نشده است، واترز بازهم به دادگاه عالی مراجعه کرد تا مانع از استفاده نام پینک فلوید در آینده شود. گیلمور به این حرکت واترز با برپا کردن یک جلسه مطبوعاتی محتاطانه جواب داد و در این جلسه تصریح کرد که
قطعاً پینک فلوید به کار ادامه خواهد داد. او بعداً به ساندی تایمز گفت: «راجر یک خودخواه بزرگ است و من با او خواهم جنگید.»
واترز مکاتباتی با ناشران آثار پینک فلوید، ئی‌ام‌آی و کلمبیا رکوردز، داشت و ترک کردن گروه را به آن‌ها اطلاع داد تا از تعهدات مالی رها شود. گیلمور باور داشت که واترز برای این گروه را ترک کرده که به کار آن پایان دهد. واترز بعدها گفت که با پایان کار پینک فلوید شکافی در قراردادها به وجود می‌آمد که می‌توانست تمامی حق امتیازهای اعضا را باطل کند و به همین دلیل اعضا او را به پیگرد قانونی تهدید کردند. در طی مراحل پیگیری پرونده واترز تصمیم گرفت اورورک را اخراج کند و پیتر راج را استخدام کند تا به منافع خود دست یابد.

## دوره رهبری گیلمور (۱۹۸۶ تا ۱۹۹۵)

### لغزش آنی در عقل

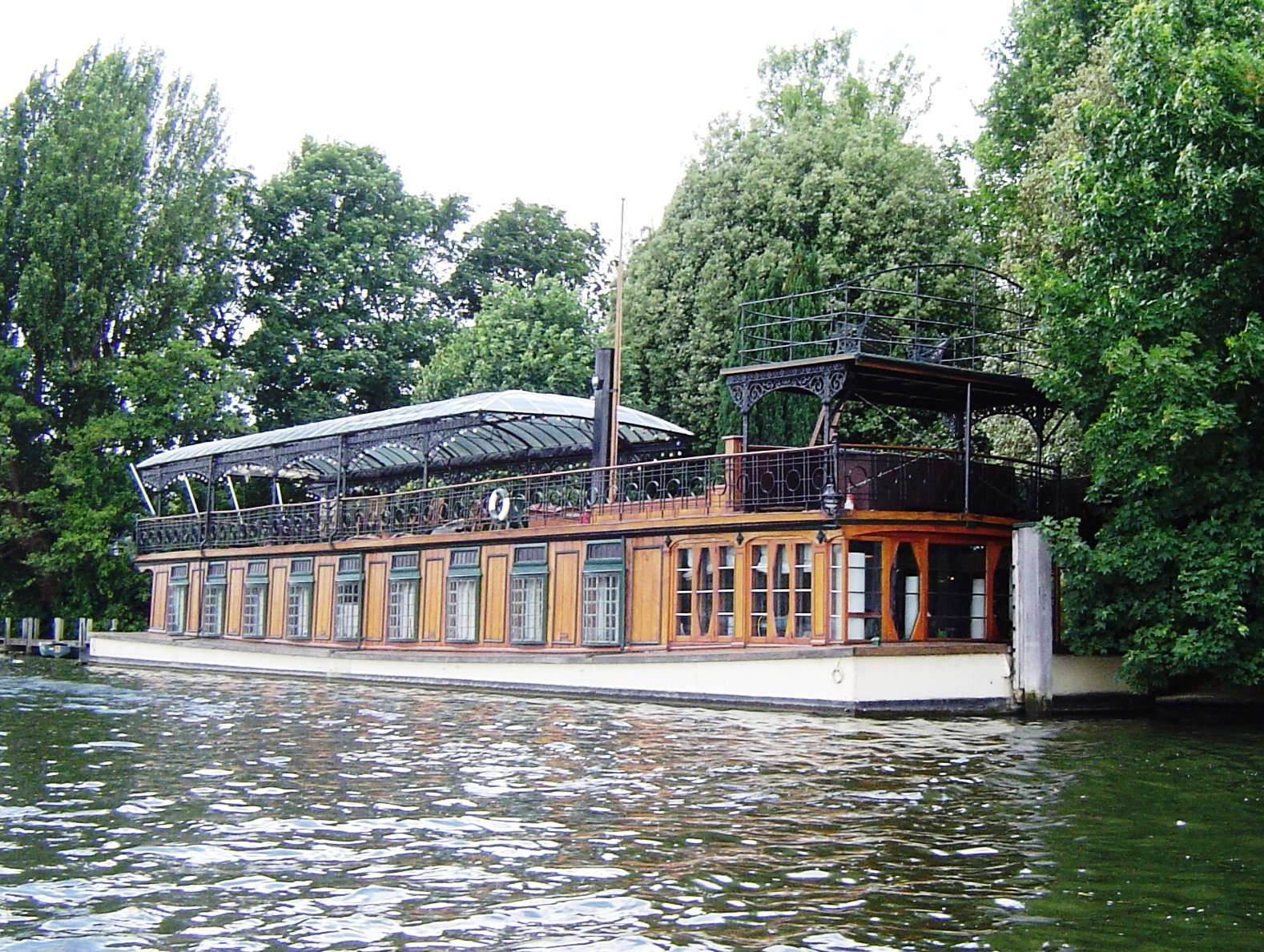
استودیوی ضبط آستوریا

در سال ۱۹۸۷، گیلمور آغاز به استخدام موسیقی‌دان‌ها برای آلبومی‌کرد که قرار بود به نخستین آلبوم گروه بدون حضور واترز بدل شود، لغزش آنی در عقل. هنوز هم برای حضور رایت در گروه موانع قانونی وجود داشت اما اعضا طی جلسه‌ای که در همپستید داشتند، توافق کردند تا رایت نیز در جلسات آینده حضور یابد. گیلمور بعدها عنوان کرد که: «حضور رایت ما را از لحاظ قانونی و موسیقایی قدرتمندتر می‌کرد.». نهایتاً او به عنوان موسیقی‌دان حقوق بگیر و با حقوق ۱۱٬۰۰۰ دلار در هفته استخدام شد. نخستین جلسات ضبط آلبوم در خانهٔ قایقی گیلمور به نام آستوریا (استودیو)، که بر روی رودخانهٔ تیمز شناور بود، برگزار شد. گیلمور به منظور نوشتن متن ترانه‌ها با چندین ترانه‌نویس از جمله اریک استیوارت و راجر مک گاف کار کرد اما سرانجام آنتونی مور را برای نوشتن متن ترانه‌ها برگزید. گیلمور بعدها اعتراف کرد که کار بر روی این پروژه بدون حضور و جهت دهی خلاقانهٔ واترز آسان نبود. میسن نیز عنوان کرد که بیش از آن از تمرین دور بوده تا به همکاری مؤثر در آلبوم بپردازد و به همین دلیل برای بسیاری از بخش‌های درام‌نوازی آلبوم از نوازندگان فصلی استفاده شد. او در عوض خود را با طراحی افکت‌های صوتی برای آلبوم مشغول کرد.
لغزش آنی در عقل در سپتامبر ۱۹۸۷ عرضه شد و جلد آلبوم توسط استورم تورجرسن، که در دیوار و برش نهایی غایب بود، طراحی شد. برای تأکید بر این مسئله که واترز گروه را ترک کرده، تعدادی عکس جدید از اعضا در بسته‌بندی آلبوم گنجانده شد که این اتفاق از زمان فضولی بی‌سابقه بود. لغزش آنی در عقل در جدول‌های فروش بریتانیا و ایالات متحده تا رتبه سوم بالا رفت. واترز در مورد آلبوم گفت: «من فکر می‌کنم این به آسانی قابل اجرا و یک جعل هوشمندانه است… ترانه‌ها عموماً ضعیف هستند… اشعار گیلمور خیلی درجه سوم‌اند.». با این وجود گیلمور آلبوم را به عنوان نشانه‌ای برای بازگشت گروه به دوران اوج خود عنوان می‌کرد؛ چیزی که رایت آن را انکار می‌کرد. او در مورد آلبوم گفت: «نقدهای راجر درست هستند. این اصلاً پینک فلوید واقعی نیست». مجله کیو هم آلبوم را در اصل آلبوم تک‌نفرهٔ گیلمور توصیف کرد.
توری که قرار بود پیرامون آلبوم برگزار شود، در آغاز با مشکلات جدی روبرو شد زیرا واترز با تعدادی از هماهنگ‌کنندگان برگزاری تور در ایالات متحده تماس گرفته بود و آن‌ها تهدید کرده بود که اگر آن‌ها از نام پینک فلوید استفاده کنند، آنان را مورد پیگرد قانونی قرار خواهد داد. وجوه اولیه مورد نیاز برای برگزاری تور توسط میسن و با فروش فراری ۲۵۰ جی‌تی‌اُ شخصی‌اش به دست آمد. نخستین جلسات تمرین برای تور آیندهٔ گروه بی‌نظم و ناامیدکننده بودند زیرا میسن و رایت برای مدت زیادی از تمرین به دور بودند. گیلمور که بسیار مشغول بود، از باب ازرین خواست تا آن‌ها را آماده کند. زمانی که پینک فلوید در سراسر آمریکای شمالی تور خود را برگزار می‌کردند، تور رادیو کیاس واترز نیز در حال برگزاری بود که البته نسبت به هم‌گروهان سابقش در مکان‌های بسیار کوچک‌تری به اجرا می‌پرداخت. واترز برای جلوگیری از استفاده خوک پرنده توسط پینک فلوید دادخواستی تنظیم نمود و خواهان آن شد که بر اساس قانون کپی‌رایت، از استفاده این خوک‌ها توسط آن‌ها جلوگیری به عمل آید. پینک فلوید به این شکایت با اضافه کردن یک آلت مردانه به زیر خوک که آن را با خوک واترز متمایز می‌کرد پاسخ داد. در نهایت گروه توانست در بیست و سوم دسامبر موافقت قانونی برای استفاده از این خوک‌ها را به‌دست آورد؛ میسن و گیلمور حق قانونی استفاده از این خوک‌ها را تا ابد به دست آوردند و در مقابل واترز حقوق بیشتری از فروش دیوار به‌دست آورد.

### ناقوس جدایی

جلد آلبوم ناقوس جدایی، که توسط استورم تورجرسن طراحی شده است.

برای چندین سال پس از لغزش آنی در عقل، اعضای گروه خود را با پروژه‌های شخصی مشغول کردند؛ مانند حضور و رقابت در مسابقات لا کاررا پانامریکانا و ضبط یک موسیقی متن برای فیلمی که بر اساس این مسابقات ساخته شد. در ژانویه ۱۹۹۳، آن‌ها آغاز به کار بر روی آلبوم جدید کردند و به رو استودیو بازگشتند. جایی که گیلمور، میسن و رایت چندین روز به بداهه نوازی پرداختند. پس از حدود دو هفته، اعضا آن‌قدر ایده داشتند تا به کار بر روی قطعات جدید بپردازند. باب ازرین بار دیگر برای تهیه‌کنندگی آلبوم بازگشت و کار به استدیوی آستوریا منتقل شد؛ جایی که در فوریه تا مه ۱۹۹۳ بر روی حدود بیست و پنج ایده جدید کار کردند.
به لحاظ قانونی، رایت عضوی از پینک فلوید نبود. او تعبیر می‌کند: «به این نقطه که اصلاً بر روی آلبوم کار نکنم نزدیک شده بودم». به هر حال رایت با کار بر روی نویسندگی مشترک پنج ترانه کار همکاری خود با گروه را آغاز کرد که این حجم همکاری در نوشتن ترانه‌ها برای او از زمان کاش اینجا بودی بی‌سابقه بود. یکی دیگر از نویسندگان متن ترانه‌ها پالی سامسون، دوست‌دختر دیوید گیلمور، بود. او در نوشتن چند ترانه از جمله «امیدهای والا» به گیلمور کمک کرد که باب ازرین در مورد این ترانه می‌گوید «به آلبوم، انسجام بخشید». مایکل کامن برای ضبط بخش‌های سمفونیک آلبوم استخدام شد و دیک پری و کریس توماس هم برای همکاری با گروه بازگشتند. نویسنده‌ای به نام داگلاس آدامز نام آلبوم را پیشنهاد داد و استورم تورجرسن هم جلد آلبوم را طراحی کرد. تورجرسن برای طراحی آلبوم از مجسمه‌های موآی در جزایر ایستر الهام گرفت. در این طراحی دو صورت روبرو به یکدیگر دیده می‌شوند که یک صورت سوم را تداعی می‌کنند. او در این مورد می‌گوید: «یک صورت غایب - روح گذشته پینک فلوید، سید و راجر». به منظور اجتناب از رقابت با سایر آلبوم‌ها، یعنی اتفاقی که برای لغزش آنی در عقل افتاده بود، اعضا آوریل ۱۹۹۴ را برای عرضه آلبوم و ادامه برگزاری تور تعیین کردند. آلبوم به رتبه ۱ در بریتانیا و ایالات متحده دست پیدا کرد و در بریتانیا ۵۱ هفته تمام در جداول باقی ماند.
اعضای پینک فلوید دو هفته در آشیانه هواپیمای پایگاه نیروی هوایی نورتون در سن بریناردینوی کالیفرنیا به تمرین پرداختند تا در ۲۹ مارس ۱۹۹۴ و در میامی با تقریباً همان گروهی که در لغزش آنی در عقل با آن‌ها کار کرده بودند به اجرا بپردازند. آنان نخست به اجرای تعدادی از آثار محبوب پینک فلوید پرداختند و بعد برنامه اجرای خود را طوری تغییر دادند تا نیمه تاریک ماه را نیز دربر گیرد. این تور در ۲۹ اوت ۱۹۹۴ با آخرین اجرا از آخرین تور پینک فلوید پایان یافت.

## ۲۰۰۵ تا اکنون

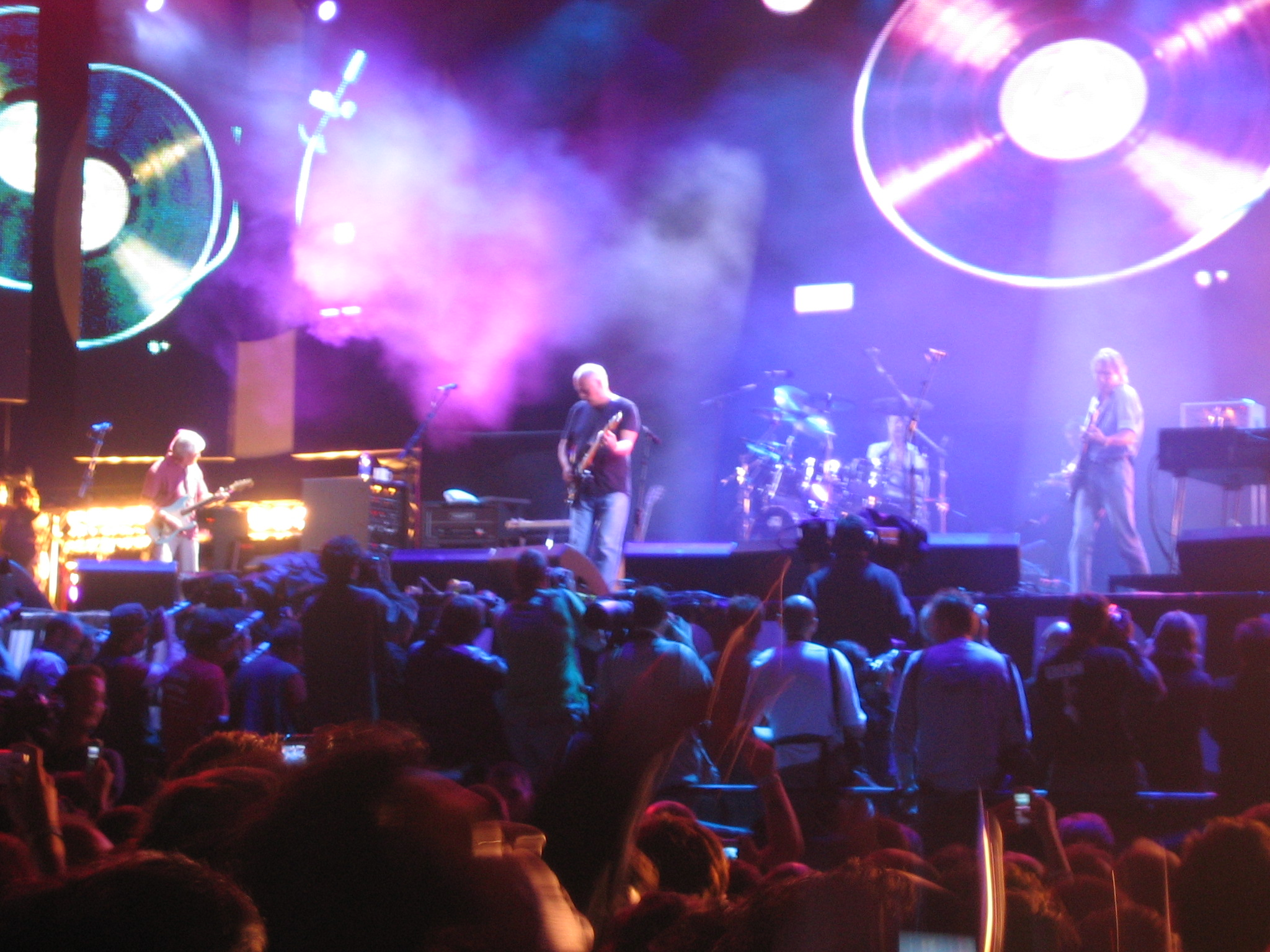
واترز در لایو ۸ به هم‌گروهان سابقش پیوست. از چپ به راست: گیلمور، میسن و واترز.

در دوم ژوئیه ۲۰۰۵، واترز، گیلمور، رایت و میسن پس از بیش از ۲۴ سال در هاید پارک لندن گرد هم آمدند و در کنسرت لایو ۸ به اجرای موسیقی پرداختند. هماهنگ‌کنندهٔ این برنامه، باب گلداف، این تجدید دیدار را ترتیب داد. او قبل از این‌که به سایر اعضا اطلاع دهد، میسن را از این موضوع مطلع کرده بود تا امکان برگزاری این کنسرت را ارزیابی کند. گلداف سپس موضوع را با گیلمور در میان گذاشت که او این پیشنهاد را رد کرد. او سپس از میسن خواست تا در این موضوع میانجی‌گری کند و رضایت گیلمور نسبت به انجام این امر را به‌دست آورد. میسن این درخواست را رد کرد اما در عوض با واترز تماس گرفت تا نظر وی را جویا شود که او علاقه‌مندی خود را اعلام نمود. سپس گلداف واترز را ملاقات کرد و جزئیات موضوع را با او مطرح نمود که در نتیجه زمان کنسرت تا حدود یک ماه بعد تعیین شد. پس از دو هفته واترز با گیلمور تماس گرفت، که نخستین مکالمه این دو پس از دو سال بود، و روز بعد گیلمور نیز پذیرفت تا در کنسرت حضور یابد. سپس گیلمور در این مورد با رایت تماس گرفت که او نیز سریعاً قبول کرد. در بیانه‌ای که گروه در رابطه با لایو ۸ منتشر کردند، بر مسئلهٔ بی‌ارتباط و بی‌اهمیت بودن مسائل و خصومت‌های گذشته اعضا در رابطه با حضور در لایو ۸ تأکید شد.
پس از سه روز تمرین در استودیوهای بلک آیلند، فهرست نهایی آهنگ‌هایی که قرار بود در کنسرت آینده گروه اجرا شود، در «هتل کانافت» لندن دست‌چین شد. جلسات تمرین با مشکلاتی، از جمله عدم تفاهم‌هایی در نوع سبک و گام ترانه‌هایی که تمرینشان می‌کردند همراه بود. در آغاز این اجرا، واترز به حضار گفت: «[این] یک حس به شدت عاطفی است که پس از این همه سال کنار این مردان هستم، این که یکی از آن‌ها باشی… ما این را برای کسانی انجام می‌دهیم که اینجا کنارمان نیستند، و منحصراً برای سید.» پس از پایان اجرا گیلمور از حضار تشکر کرد و استیج را ترک کرد. واترز او را برای بازگشت فراخواند و اعضای گروه یکدیگر را در آغوش گرفتند. تصاویر این آغوش روز بعد از لایو ۸ در بین روزنامه‌های یکشنبه بسیار پرطرفدار بود. در هفته‌ای که به اجرای لایو ۸ منتهی می‌شد، یک اقبال تجاری عمومی نسبت به آثار پینک فلوید به وجود آمد. اچ‌ام‌وی گزارش داد که فروش «پژواک‌ها: بهترین‌های پینک فلوید» بیش از هزار درصد رشد داشته است، در حالی که آمازون. کام رشد چشمگیر فروش «دیوار» را گزارش داد. واترز در مورد حدود ۲۰ سال خصومت و نزاع بین اعضا گفت: «من فکر نمی‌کنم هیچ‌کدام از ما پس از این همه سال از ۱۹۸۵ با سربلندی بیرون آمده باشد… آن زمان بد و منفی بود، و من بابت نقش خودم در آن منفی بودن تاسف می‌خورم.»
پینک فلوید یک پیشنهاد ۱۳۶ میلیون پوندی برای برگزاری یک تور نهایی را رد کرد. واترز احتمال اجراهای دیگر را کاملاً مردود ندانست اما اشاره کرد که این اجراها تنها در پوشش خیریه ممکن هستند. گیلمور نیز که در یک مصاحبهٔ مطبوعاتی حضور یافته بود، امکان بازتشکیل پینک فلوید را منتفی دانست و گفت: «تمرینات[لایو ۸] مرا متقاعد کردند[که] این آن چیزی نیست که خیلی بخواهم انجام دهم… لحظات خداحافظی بسیاری در زندگی و کار مردم وجود دارد که بعداً لغو می‌شوند، اما من فکر می‌کنم که به صورت قاطعانه می‌توانم بگویم اگر تور یا آلبومی دیگری باشد من جزئی از آن نخواهم بود. این را با یک احساس دشمنی یا چیزی مانند آن نمی‌گویم. فقط… یکبار به خواسته‌شان پاسخ گفتم و همکاری کردم و همان یکبار کافی است.» در فوریه ۲۰۰۶، گیلمور مصاحبه‌ای با «جینو کاستالدو» از روزنامهٔ ایتالیایی لا رپوبلیکا انجام داد. در نتیجه‌گیری مقاله دیده می‌شد: «صبر طرفداران به عزاداری تبدیل شد. اخبار حتمی هستند. پینک فلوید حل شده، به پایان رسیده و قطعاً مرده است.» زمانی که از گیلمور در مورد آیندهٔ گروه سؤال شد او گفت: «گروه؟ دیگر تمام شده… من به اندازه کافی انجام داده‌ام. من شصت سال سن دارم…[و] برای من راحت‌تر است تا بر روی آنچه خود دارم کار کنم.» از آن زمان گیلمور و واترز بارها اشاره کرده‌اند که هیچ برنامه‌ای برای احیای پینک فلوید به همراه اعضای باقی‌مانده ندارند.
در ۷ ژوئیه ۲۰۰۶ برت در خانه شخصی‌اش در کمبریج‌شایر درگذشت. او زمانی که فوت کرد ۶۰ سال داشت. خانواده او وی را در ۱۸ ژوئیه ۲۰۰۶ در گورستان کمبریج دفن کردند در حالی که هیچ‌کدام از اعضای پینک فلوید برای این مراسم دعوت نشدند. پس از مرگ برت، رایت تعبیر کرد: «گروه طبیعتاً از مرگ سید برت بسیار ناراحت و غمگین است. سید راهنمای راه سال‌های آغازین گروه بود و میراثی را به جای گذاشت که تاکنون الهام بخش باقی مانده است.» برت پیش از مرگش، ۳۵ سال را به گوشه‌گیری و در گمنامی گذراند. رسانه‌ها نیز وی را به خاطر تأثیرش بر موسیقی راک ستایش کردند. در ۱۰ مه ۲۰۰۷ واترز، گیلمور، رایت و میسن اجرایی برای تکریم یاد برت در «باریبیکان سنتر» لندن برگزار کردند. گیلمور، رایت و میسن ترانه‌های «دوچرخه» و «آرنولد لین» که توسط برت نوشته شده بودند را اجرا کردند و واترز نسخهٔ تک‌نفرهٔ ترانه او «شعله سوسوزن» را نواخت. رایت در ۱۵ سپتامبر ۲۰۰۸ و در سن شصت و پنج سالگی بر اثر بیماری سرطان درگذشت. پس از مرگ او، هم‌گروه‌های او وی را برای تأثیری که بر موسیقی پینک فلوید داشت ستودند.
در ۱۰ ژوئیه ۲۰۱۰، واترز و گیلمور در کنار یکدیگر اجرایی خیریه برای مؤسسهٔ «هوپینگ فاندیشن» برگزار کردند. این اجرا، که برای کودکان فلسطینی پول جمع‌آوری می‌کرد، در «کیدینگتون هال» آکسفوردشایر برگزار شد؛ جایی که آن‌ها برای حدود ۲۰۰ شنونده موسیقی نواختند. پس از این اجرا گیلمور پذیرفت تا در کنار واترز اجرایی از «کرختی» در تور دیوار واترز داشته باشد. در ۱۲ مه ۲۰۱۱، در اُ۲ آرنای لندن، «گیلمور» به تعهد خود به واترز عمل کرد. او دو تکنوازی گیتار را نواخت و هم‌سرایی کرد. تقریباً زمانی که نمایش در شرف پایان بود و پس از آن‌که دیوار کاملاً فرو ریخت، واترز خطاب به حضار گفت: «همه ما می‌دانیم که امشب شبی بود که دیوید لطف بزرگی به من برای حضور و اجرای 'کرختی' کرد… پس خواهش می‌کنم به دیوید گیلمور خوشامد بگویید! یک تصادف عجیب و شگفت‌آور دیگر نیز رخ داده، یکی دیگر از بازماندگان گروه قدیمی ما نیز امشب این‌جا است. لطفاً آقای نیک میسن را برای آمدن به جایگاه راهنمایی کنید!» گیلمور و میسن، به ترتیب با یک ماندولین و طبل بزرگ، برای اجرای «بیرون دیوار» به واترز پیوستند.
در ۲۶ دسامبر ۲۰۱۱، پینک فلوید و ئی‌ام‌آی یک رشته جریان بازعرضه تمام آلبوم‌ها را تحت عنوان چرا پینک فلوید...؟ آغاز کردند که قرار است تمام آلبوم‌های گروه را به صورت نسخه‌های ریمستر شده عرضه کند که در دو نوع «تجربی» و «غوطه‌ور» به صورت چند دیسکی و چند فرمتی عرضه می‌شوند. «جیمز گاتری»، یکی از تهیه‌کنندگان دیوار، وظیفه ریمستر کردن آلبوم‌ها را بر عهده داشت. در نوامبر ۲۰۱۵، پینک فلوید یک ئی‌پی کوتاه با عنوان ۱۹۶۵: اولین ضبط‌شان را منتشر کرد که شامل شش آهنگ ضبط شده قبل از نی‌زن بر دروازه‌های سپیده‌دم بود.

### رودخانه بی‌پایانو ساسرفول آو سیکرتس
در نوامبر ۲۰۱۳، گیلمور و میسون به بازبینی ضبط‌هایی پرداختند که با رایت طی جلسات آلبوم ناقوس جدایی انجام شده بود تا آلبوم جدیدی برای پینک فلوید خلق کنند. آن‌ها نوازندگانی را برای جلسات ضبط بخش‌های جدید به کار گرفتند و به‌طور کلی از فناوری استودیو بهره بردند. واترز در این پروژه مشارکت نداشت. میسون این آلبوم را ادای احترامی به رایت توصیف کرد: «فکر می‌کنم این آلبوم راه خوبی برای به رسمیت شناختن نقش او و تأثیر نوازندگی‌اش در قلب صدای پینک فلوید است. گوش دادن دوباره به جلسات ضبط، به من یادآوری کرد که او چه نوازندهٔ خاصی بود.»
رودخانه بی‌پایان در سال بعد منتشر شد. اگرچه نقدهای متفاوتی دریافت کرد، این آلبوم به پرپیش‌خریدترین آلبوم تاریخ در آمازون بریتانیا تبدیل شد و در چندین کشور در صدر جدول‌های فروش قرار گرفت. نسخه وینیل این آلبوم پرفروش‌ترین وینیل سال ۲۰۱۴ در بریتانیا و سریع‌ترین فروش وینیل از سال ۱۹۹۷ بود. گیلمور اعلام کرد که رودخانه بی‌پایان آخرین آلبوم پینک فلوید خواهد بود و گفت: «فکر می‌کنم ما بهترین چیزهایی که در دسترس بود را با موفقیت به کار گرفتیم… حیف است، اما این پایان کار است.» هیچ تور کنسرتی برای پشتیبانی از این آلبوم برگزار نشد، زیرا گیلمور معتقد بود بدون رایت این کار غیرممکن است. در سال ۲۰۱۵، گیلمور دوباره تأکید کرد که پینک فلوید به پایان راه رسیده و اتحاد دوباره بدون رایت اشتباه خواهد بود.
در نوامبر ۲۰۱۶، پینک فلوید مجموعه‌ای با عنوان سال‌های اولیه ۱۹۶۵–۱۹۷۲ منتشر کرد که شامل ضبط‌های منتشرنشده، اجراهای زنده، بازآمیزی‌ها و فیلم‌هایی از دوران اولیه فعالیت گروه بود. در دسامبر ۲۰۱۹، مجموعه سال‌های اخیر منتشر شد که آثار پینک فلوید پس از جدایی واترز را در بر می‌گرفت. این مجموعه شامل نسخه بازآمیزی‌شده آلبوم لغزش آنی در عقل با مشارکت بیشتر رایت و میسون و نسخه گسترش‌یافته آلبوم زنده ۱۹۸۸ صدای دلچسب رعد بود. در نوامبر ۲۰۲۰، بازنشر صدای دلچسب رعد به‌صورت مستقل در فرمت‌های مختلف منتشر شد. اجرای پینک فلوید در کنب‌وورث ۱۹۹۰، که پیش‌تر در مجموعه سال‌های اخیر منتشر شده بود، در ۳۰ آوریل به‌صورت سی‌دی و وینیل عرضه شد.
در سال ۲۰۱۸، میسون گروه جدیدی به نام ساسرفول آو سیکرتس (Saucerful of Secrets؛ نعلبکی پر از رازها) تشکیل داد تا آثار اولیه پینک فلوید را اجرا کند. این گروه شامل گری کمپ از گروه اسپاندئو بالت و گای پرت، همکار قدیمی پینک فلوید، بود. آن‌ها در سپتامبر ۲۰۱۸ در اروپا و در سال ۲۰۱۹ در آمریکای شمالی تور برگزار کردند. واترز در تئاتر بیکن نیویورک به گروه پیوست تا آواز آهنگ «دستگاه‌ها را تنظیم کن به سمت قلب خورشید» را اجرا کند.

### ۲۰۲۲–اکنون: «هی، هی، برخیز!» و اختلافات
میسون در سال ۲۰۱۸ اظهار داشت که اگرچه با گیلمور و واترز رابطه نزدیکی دارد، اما این دو همچنان «در اختلاف شدید» هستند.  انتشار نسخه ریمیکس آلبوم حیوانات تا سال ۲۰۲۲ به تعویق افتاد، زیرا گیلمور و واترز نتوانستند بر سر یادداشت‌های روی جلد آلبوم به توافق برسند. واترز در بیانیه‌ای عمومی، گیلمور را متهم کرد که سعی دارد اعتبار (credit) آلبوم را به نام خود کند و از اینکه گیلمور به او اجازه استفاده از وب‌سایت و شبکه‌های اجتماعی پینک فلوید را نمی‌دهد، شکایت کرد. مجله رولینگ استون اشاره کرد که این دو به نظر می‌رسد «به پایین‌ترین نقطه در روابطشان رسیده‌اند».
در مارس ۲۰۲۲، گیلمور و میسون به همراه گای پرت و نوازنده کیبورد نیتین ساونی، تحت نام پینک فلوید دوباره متحد شدند تا تک‌آهنگ «هی، هی، برخیز!» (Hey, Hey, Rise Up!) را در اعتراض به تهاجم روسیه به اوکراین در فوریه همان سال ضبط کنند. این آهنگ شامل آواز آندری خلیونیوک، خواننده گروه بوم‌باکس، است که از ویدیویی در اینستاگرام گرفته شده و در آن سرود اوکراینی سال ۱۹۱۴ «ای، ویبورنوم سرخ در چمنزار» را در کی‌یف اجرا می‌کند. گیلمور اجرای خلیونیوک را «لحظه‌ای قدرتمند» توصیف کرد که او را ترغیب به تبدیل آن به موسیقی کرد. «هی، هی، برخیز!» در ۸ آوریل منتشر شد و عواید آن به کمک‌های بشردوستانه اوکراین اختصاص یافت. گیلمور گفت که جنگ او را به انتشار موسیقی جدید تحت نام پینک فلوید ترغیب کرده، زیرا معتقد بود آگاهی‌رسانی در حمایت از اوکراین مهم است. وقتی از او دربارهٔ احتمال تولید موسیقی بیشتر پینک فلوید پرسیده شد، گفت این تک‌آهنگ یک کار «یکباره» است.
پینک فلوید موسیقی خود را از سرویس‌های استریم در روسیه و بلاروس حذف کرد. اما آثار مرتبط با واترز باقی ماند، که منجر به گمانه‌زنی‌هایی شد مبنی بر اینکه واترز مانع حذف آن‌ها شده است؛ گیلمور تنها گفت: «ناامید شدم… هر طور می‌خواهید تفسیر کنید.» واترز از محکوم کردن تهاجم روسیه خودداری کرد و از «هی، هی، برخیز!» انتقاد کرد. مدت کوتاهی پس از آن، گیلمور و همسرش، پالی سمسون، در توییتر واترز را «دروغگو، دزد، ریاکار، فراری از مالیات، خواننده نمایشی، زن‌ستیز، حسود بیمار و خودبزرگ‌بین» نامیدند. در سال ۲۰۲۳، واترز نسخه جدیدی از آلبوم نیمه تاریک ماه را منتشر کرد و پینک فلوید مجموعه‌ای با عنوان پنجاهمین سالگرد نیمه تاریک ماه عرضه کرد. در سال ۲۰۲۴، گیلمور پنجمین آلبوم انفرادی خود، شانس و عجایب (Luck and Strange)، را منتشر کرد که شامل کیبوردهایی بود که در سال ۲۰۰۷ با رایت ضبط شده بود.
در اکتبر ۲۰۲۴، پینک فلوید کاتالوگ خود را به سونی میوزیک به مبلغ تقریبی ۴۰۰ میلیون دلار فروخت. این فروش شامل حقوق موسیقی ضبط‌شده، کالاهای تجاری و آثار فرعی بود، اما حقوق ترانه‌سرایی را در بر نمی‌گرفت. ورایتی گزارش داد که پینک فلوید مدت‌ها در پی فروش کاتالوگ خود بود، اما اختلافات داخلی این روند را مختل کرده بود. پیش از فروش، گیلمور گفت که می‌خواهد از «تصمیم‌گیری‌ها و مشاجرات مربوط به ادامه مدیریت کاتالوگ» خلاص شود و افزود: «سه نفر موافقند، اما یک نفر مخالفت می‌کند.» نسخه بازسازی‌شده ۴کی پینک فلوید: زنده در پمپئی از ۲۴ آوریل ۲۰۲۵ در سینماها اکران شد و آلبوم موسیقی متن آن در ۲ مه منتشر شد.

## موسیقی

### سبک‌ها
پینک فلوید همواره به عنوان یکی از نخستین گروه‌های سایکدلیک راک بریتانیا شناخته می‌شود که کار خود را در پوشش یکی از طلایه‌داران موسیقی زیرزمینی انگلستان آغاز کرد. بعضاً کارهای گروه در سال‌های اولیه خود در سبک اسپیس راک نیز طبقه‌بندی شده‌اند. رولینگ استون می‌نویسد: «در ۱۹۶۷، آن‌ها موسیقی روانگردانی ارائه می‌دادند که از لحاظ اجرا طولانی مدت بود و گاهی با سایر سبک‌ها از جمله هارد راک، بلوز، کانتری، فولک و موسیقی الکترونیک ترکیب می‌شد.» ترانهٔ «مراقب تبر باش، یوجین» به شناسایی گروه به عنوان یک گروه آرت راک کمک فراوانی کرد. همچنین بعضی منتقدان نیز پینک فلوید را یک گروه اسید راک می‌دانند. در اواخر دههٔ ۶۰ میلادی رسانه‌ها شروع به خطاب کردن پینک فلوید به عنوان یک گروه پراگرسیو راک کردند.
در ۱۹۶۸، رایت در مصاحبه‌ای در رابطه با موسیقی گروه گفت: «سخت است که ببینیم ما به عنوان یکی از نخستین گروه‌های سایکدلیک راک بریتانیا برشمرده می‌شویم. ما هیچ‌وقت خودمان را آنگونه تصور نکرده بودیم… ما تنها و تنها برای لذت بردن به اجرای موسیقی می‌پردازیم… ما به هیچ سبک موسیقی گره نخورده‌ایم و فقط کاری را می‌کنیم که می‌خواهیم… تمرکز… بر روی بداهه‌نوازی و ابتکار است.» زمانی که واترز به رهبری گروه رسید علاقه چندانی به موسیقی اوایل ایجاد گروه نشان نداد: «اصلاً چیز خوبی نبود. ما مضحک بودیم. ما بی‌فایده بودیم. ما به هیچ وجه نمی‌توانستیم خوب اجرا کنیم پس آغاز به نواختن نوعی موسیقی احمقانه و تجربی کردیم… سید یک نابغه بود اما ما هم دیگر نباید برگردیم و برای ساعت‌ها فقط «اوردرایو میان‌ستاره‌ای» را اجرا کنیم.»  پینک فلوید به عنوان یکی از گروه‌های خلاق موسیقی راک شناخته می‌شد که در ابداع سبک پراگرسیو راک در دهه ۷۰ و موسیقی امبینت در دهه ۸۰ نقشی مهم داشته است.

### گیتارنوازی گیلمور
«زمانی که واترز خط دهنده و ترانه‌نویس اصلی گروه بود، گیلمور صدای گروه و کانون موسیقایی آن به حساب می‌آمد.»

—آلن دی پرنا، در گیتار وورلد، مه ۲۰۰۶

آلن دی پرنا، منتقد موسیقی، گیتارنوازی دیوید گیلمور را به عنوان عنصر جدایی‌ناپذیر موسیقی پینک فلوید ستایش می‌کرد. رولینگ استون، دیوید گیلمور را در رتبه ۱۴ لیست «۱۰۰ گیتاریست برتر تمام زمان‌ها» قرار داد و دی پرنا او را مهم‌ترین گیتاریست دهه ۷۰ دانست و او را «حلقهٔ گمشده بین جیمی هندریکس و ادی ون هیلن» خطاب کرد. در سال ۲۰۰۶، گیلمور در مورد تکنیک نواختنش گفت: «انگشت‌های[من] صدای مشخصی تولید می‌کنند…[آن‌ها] خیلی سریع نیستند، اما فکر می‌کنم که به سرعت تشخیص می‌دهم… نوعی که ملودی‌ها را می‌نوازم با چیزهایی مثل هنک ماروین و شدووز در ارتباط است». گیلمور کمتر به تک‌نوازی گیتار علاقه نشان می‌دهد؛ توانایی او در استفاده از نت‌های کم‌تر برای ایجاد سرعت بیشتر بدون کاستن از قدرت یا زیبایی کار، وی را با ترومپت‌نواز جز مشهور مایلز دیویس قابل مقایسه می‌کند.
در ۲۰۰۶، نویسندهٔ گیتار وورلد، جیمی براون، شیوه گیتارنوازی گیلمور را «ساده ساخته شده، با ریف‌های عظیم، شجاعانه، به همراه تکنوازی‌های گیتاری با گام مناسب و پشتیبانی امبینت غنی» توصیف کرد. او در ادامه تک‌نوازی‌های گیلمور در «پول»، «زمان» و «خلسه دلپذیر» را مانند اشعهٔ لیزر در توده‌ای از مه دانست. او همچنین تک‌نوازی‌های گیلمور در «زمان» را این‌گونه توصیف کرد: «گیلمور به آرامی پیش می‌رود و ایدهٔ اولیه خود را قدم به قدم به سمت گام بالاتر پیش می‌راند.» گیلمور در مورد اینکه چگونه صدای منحصر به فرد گیتارش را ایجاد می‌کند می‌گوید: «من اغلب از یک فوز باکس، یک پدال دیلی و یک برایت ای‌کیو استفاده می‌کنم…[تا] نواختن را تقویت کنم… شما نیاز دارید تا بلند بنوازید – یا کمی بالاتر از آستانه شنوایی. برای من راحت‌تر است که… نت‌ها را به سوی شما خم کنم تا مانند یک تیغه برنده در شما فرورود.»

### تجربیات صوتی
پینک فلوید در طول دوره حیات خود به‌طور متناوب از تجربه گرایی صوتی سود می‌جست. در مه ۱۹۶۷ نخستین تک‌آهنگ گروه «نواختن امیلی را ببین» در سالن ملکه الیزابت به اجرا درآمد. در حین اجرا، گروه از یک دستگاه کوادرافونیک اولیه به‌نام هماهنگ‌کنندهٔ آزیموث استفاده کرد. این دستگاه که معمولاً توسط رایت استفاده می‌شد، در صدای تقویت شدهٔ موسیقی گروه دستکاری به‌عمل می‌آورد و با نوارهای ضبط‌شده ترکیب می‌شد که در نتیجه اصوات در ۲۷۰ درجه اطراف محل اجرا پخش می‌شدند و این موضوع باعث می‌شد تا نوعی احساس گردیدن اصوات به دور سالن در ذهن شنوندگان تداعی شود. در ۱۹۷۲، آن‌ها یک «سیستم صوتی عمومی» سفارشی‌سازی‌شده خریداری کردند که به نوعی با چهار کانال جدید ارتقاء داده شده بود تا سیستم صوتی ۳۶۰ درجه را به‌وجود بیاورد.
واترز در چندین ترانه از پینک فلوید، از جمله «پا به فرار»، «به ماشین خوش آمدی» و «بشخصه؟» با استفاده از سینث‌سایزرهای «ای‌ام‌اس سینث ای» و «وی‌اس‌سی۳» به تجربه صوتی پرداخت. همچنین وی از افکت اکوی «بینسون اکورک ۲» برای نوازندگی گیتار باسش در ترانه «یه روز از این روزها» استفاده کرد.
پینک فلوید در آلبوم برش نهایی از بسیاری افکت‌های صوتی خلاقانه استفاده کرد که به شکلی ماهرانه و نوین ضبط‌شان نموده بودند. همکاری میسن در این آلبوم تقریباً به کار با سامانه تجربی هولوفونیک (که یک تکنیک پردازش صدا برای شبیه‌سازی یک افکت سه بعدی است) محدود می‌شد.

### موسیقی متن فیلم‌ها
پینک فلوید همچنین موسیقی چند فیلم را نوشته است. آغاز این فعالیت با ساخت موسیقی متن برای فیلم کمیته در سال ۱۹۶۸ بود. آن‌ها در سال ۱۹۶۹، موسیقی فیلم باربت شرودر با نام بیشتر را ساختند که برای گروه آزمون موفقیت‌آمیزی بود و نه تنها به‌خوبی آن را به سرانجام رساندند، بلکه قطعاتی را که ساخته بودند همراه با آهنگ‌های آلبوم یک نعلبکی رمز و راز در برخی اجراهای زنده بعدی مورد استفاده قرار دادند. گروه برای ساخت موسیقی فیلم میکل‌آنجلو آنتونیونی با نام نقطه زابریسکی نزدیک به یک ماه در هتلی مجلل در رم، پایتخت ایتالیا وقت گذاشتند، واترز دربارهٔ این موضوع می‌گوید که اگر تغییرات پی در پی و سخت‌گیری آنتونیونی دربارهٔ موسیقی این فیلم نبود، آن‌ها می‌توانستند در کمتر از یک هفته کارشان را به پایان برسانند. در نهایت تنها سه آهنگ از پینک فلوید در آن فیلم استفاده شد. یکی از قطعاتی که مورد استفاده آنتونیونی قرار نگرفت و رد شده بود «سکانس خشونت» بود که بعدها مورد استفاده قرار گرفت و پیش زمینه‌ای برای آهنگ ما و آن‌ها در آلبوم نیمه تاریک ماه شد. در ۱۹۷۱ پینک فلوید بار دیگر با باربت شرودر، کارگردان سینما همکاری کرد و موسیقی فیلم لا والی را ساخت. آلبوم تیره و تار در پشت ابر در واقع برای این فیلم ضبط و بعدها به عنوان آلبومی جداگانه عرضه شد. ساخت موسیقی متن این فیلم نزدیک به یک هفته در منطقه شاتو هرویل در نزدیکی پاریس زمان گرفت که پس از انتشار در قالب آلبوم توانست پینک فلوید را برای نخستین بار در جدول بیلبورد جزو ۵۰ تا قرار دهد.

### اجراهای زنده

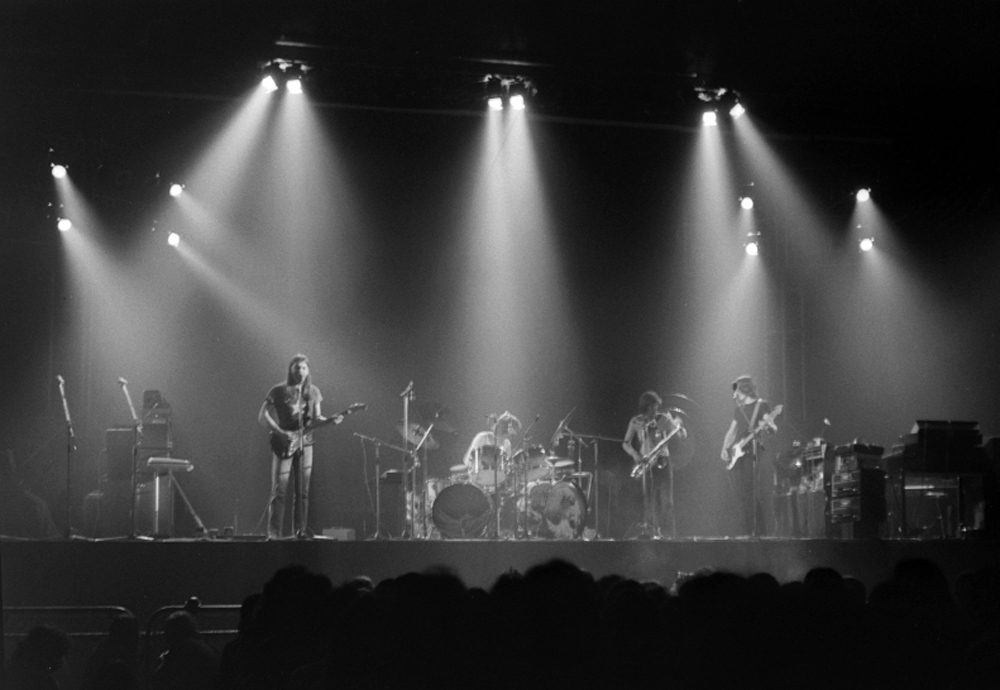
اجرایی زنده از نیمه تاریک ماه در «ارلز کورت»؛ مدت کوتاهی پس از عرضه آن در ۱۹۷۳: (از چپ به راست) گیلمور، میسن، دیک پری، واترز

پینک فلوید به عنوان یکی از پیشگامان اجراهای زنده شناخته می‌شود که به دلیل اجراهای زنده پرخرج، کیفیت بالای صدا در هنگام اجرا و استفاده از افکت‌های صوتی نوآورانه و سامانه‌های پخش‌کننده صدای کوادرافونیک به شهرت فراوانی دست پیدا کرد. از نخستین روزهای ایجاد گروه، آن‌ها از افکت‌های دیداری برای همراهی با موسیقی روانگردانه‌شان در مکان‌هایی مانند یوفو کلاب در لندن استفاده می‌کردند. اجراهای مشهور به اسلاید و نورِ پینک فلوید یکی از نخستین‌ها در راک بریتانیایی بود و به شناخته شدن تعداد زیادی از گروه‌های زیرزمینی لندن کمک کرد.
آن‌ها در مراسم جشن آغاز به کار مجله اینترنشنال تایمز، که متعلق به «مدرسه آزاد لندن» بود، در سالن راندهاوس در برابر حدود ۲٬۰۰۰ نفر به اجرای زنده موسیقی پرداختند که افرادی همچون پل مک کارتنی و مرین فیث‌فول را نیز به خود جذب کرد. در اواسط ۱۹۶۶، یک مدیر تجهیزات تور به نام پیتر وین-ویلسون به بخش پشتیبانی گروه پیوست که تجهیزات نورافشانی گروه را با ایده‌های خلاقانه‌ای مانند استفاده از پولاریزرها، آینه‌ها و کاندوم‌های کشیده‌شده بهبود بخشید. پس از پایان قرارداد ضبط با ئی‌ام‌آی، پینک فلوید یک ون فورد ترانسیت خریداری نمود و اعضا تصمیم گرفتند از آن به شکل نامعقولی برای حمل و نقل استفاده کنند. در ۲۹ آوریل ۱۹۶۷، پینک فلوید یک اجرای زنده کاملاً شبانه به نام تکنیکالور دریم ۱۴ ساعته که در کاخ الکساندرا واقع در لندن برگزار می‌شد را رهبری کرد. اعضا در حدود ساعت سه بامداد، پس از سفری طولانی در هلند، خود را به محل فستیوال رساندند؛ یعنی زمانی که خورشید در حال بالا آمدن بود. در ژوئیه ۱۹۶۹، به دلیل موسیقی و اشعار مربوط به اسپیس راک‌شان، اجرایی زنده در بی‌بی‌سی داشتند که برای پوشش خبری واقعهٔ به فرودآمدن «آپولو۱۱» بر روی ماه تمهید داده شده بود. در این اجرا پینک فلوید قطعه موسیقی به نام «مون‌هد» را اجرا کردند.
در نوامبر ۱۹۷۴، آن‌ها نخستین صفحه بزرگ پخش تصویرشان را خریداری نمودند که به مرور تبدیل به اصلی مهم در اجراهای زنده‌شان شد. در ۱۹۷۷، آن‌ها نخستین بار از خوک‌های بزرگ معلق و قابل باد شدن به نام «آلگی» در اجرایشان استفاده نمودند. «آلگی» که با هلیوم و پروپان پر می‌شد، بر فراز سر تماشاچیان پرواز می‌کردند؛ در تورِ «بشخصه» بارها با صدای بلندی منفجر شدند. آلبوم مفهومی دیوار تأثیر گسترده‌ای بر اجراهای بعدی پینک فلوید در تور و مکان‌های بزرگ گذاشت. در هنگام اجراهای زنده در تور دیوار، دیواری با ارتفاع ۴۰ فوت (۱۲ متر) متشکل از آجرهای مقوایی بین اعضا و تماشاچیان قرار می‌گرفت. در این زمان انیمیشن‌هایی بر روی دیوار به نمایش درمی‌آمدند که صحنه‌های متفاوتی از داستان را به نمایش می‌گذاشتند. همچنین اعضا غول‌های بادی ابداع کردند که هر کدام از آن‌ها نمادی از یکی از شخصیت‌های داستان دیوار بود. یکی از اجراهای قابل توجه تور، اجرای «بی‌حس و راحت» بود. هنگامی که واترز در زمان آغاز اجرا به خواندن مشغول می‌شد، در تاریکی «گیلمور» بالای دیوار منتظر نوبت خود می‌ماند و زمانی که نوبتش فرا می‌رسید، بلافاصله با نورهای آبی روشن و سفید دربرگرفته می‌شد. گیلمور روی جعبه‌هایی می‌ایستاد که چرخ‌هایی در زیرشان تعبیه شده بود؛ البته این وضعیتِ متزلزل از پشت سر توسط یک متخصص پشتیبانی می‌شد. یک سطح هیدرولیک بزرگ که توسط گیلمور و یک تکنسین هدایت می‌شد.
در طی تور ناقوس جدایی، شخصی ناشناس با نام مستعار «پوبلیوس»، پیغامی بر روی یک گروه خبری اینترنتی ارسال کرد و از طرفداران خواست تا معمایی ظاهراً پنهان در آلبوم را حل کنند. نورهای سفیدی که بر رو به روی صحنه اجرای پینک فلوید در رادرفورد شرقی می‌تابیدند، کلمه «انیگما پوبلیوس» را هجی می‌کردند. طی یک کنسرت در «ارلز کورت» که در ۲۰ اوت ۱۹۹۴ برگزار شد و از تلویزیون نیز پخش می‌شد، فردی کلمه «انیگما» را با حروف بزرگ بر روی پشت پرده صحنه به نمایش درآورد. میسن بعدها اذعان کرد که شرکت ضبط گروه، آن‌ها را وادار به ایجاد این معما کرده بود. این معما تاکنون حل نشده باقی مانده است.

## موضوعات اشعار
به این دلیل که موضوعات اشعار واترز اغلب فلسفی بودند، رولینگ استون جهان‌بینی آن‌ها را «به وضوح تاریک» توصیف می‌کند. اُنیل سربر دربارهٔ موضوع اشعار پینک فلوید می‌نویسد: «آن‌ها از واقعیت و خیال، زمان و مکان، علت و شانس، دل‌سوزی و بی‌علاقگی بهره می‌برند». واترز «همدلی» را به عنوان موضوع اصلی ترانه‌های پینک فلوید تعریف می‌کند. نویسنده، جورج رایش، موضوع قطعه سایکدلیک آلبوم فضولی، «پژواک‌ها» را ارتباطات واقعی و همدلی در کنار سایر موضوعات می‌بیند. نویسنده‌ای به نام دینا وینشتین، واترز را «تیره‌ترین مرد در راک» پنداشته و او را یک اگزیستانسیالیست (هستی‌گرا) می‌داند. وی این موضوع را دلیل نقدهای مختلفی که آثار گروه دریافت می‌کند تصور می‌کند.
توهم‌زدایی، فقدان و عدم
واترز در ترانه «دودی بگیر» (از آلبوم کاش اینجا بودی) به انتقاد از واقعیات صنعت موسیقی می‌پردازد. این آهنگ به رابطه نابه‌سامان گروه با یکی از کارفرمایان ناشر موسیقی می‌پردازد که به خاطر فروش خوب آلبوم‌هایشان به آن‌ها تبریک گفت و خود را در یک دسته (با اعضا) می‌دید درحالی که فکر می‌کرد نام یکی از اعضا واقعاً «پینک» است. نویسنده، دیوید دتمر، می‌نویسد که اشعار آلبوم به واقعیت‌های غیرانسانی دنیای تجارت طعنه می‌زنند؛ یعنی شرایطی که یک گروه برای جمع‌آوری طرفداران باید آن را تحمل کند.
فقدان، یکی از موضوعات اصلی در ترانه‌های پینک فلوید است. در این میان، گروه بارها به مسئله فقدان سید برت پس از ۱۹۶۸ و مرگ پدر واترز در جنگ جهانی دوم اشاره می‌کند. آلبوم تیره و تار در پشت ابر به ازدست‌رفتن حس جوانی می‌پردازد که گاهی با مسئله کهولت همراه می‌شود. استورم تورجرسن، که برای یک مدت طراح جلد آلبوم‌های پینک فلوید بود، در مورد اشعار کاش اینجا بودی می‌گوید: «ایده عدم حضور بود، زمانی که مردم تنها وانمود می‌کنند که هستند، در حالی که فکرشان در واقع جای دیگری است. همچنین دستگاه‌ها و انگیزه‌های روانی مردم برای سرکوب حس حضور، که بلافاصله به یک موضوع دیگر تبدیل می‌شود. فقدان: فقدان یک شخص و فقدان یک احساس». واترز می‌گوید: «این دربارهٔ عدم حضور هیچ‌کدام‌مان در آن‌جا است…[این] باید کاش اینجا بودی نام می‌گرفت.»
اُنیل سربر موضوع نیستی را یکی از موضوعات اصلی اشعار پینک فلوید می‌دانست. واترز از موضوع نیستی یا عدم وجود، در دیوار استفاده کرد. بهترین نمونه برای این موضوع ترانه «خلسه دلپذیر» است: «اتفاقی نگاه کردم، برگشتم که ببینم، اما رفته بود، حالا نمی‌توانم نشانت دهم، آن بچه بزرگ شد، رؤیا رنگ باخت.» برت نیز در آخرین همکاری‌اش با پینک فلوید، ترانه «جاگبند بلوز»، به موضوع نیستی اشاره می‌کند: «من باید تو را مجبور کنم که این موضوع را روشن کنی که من اینجا نیستم.»
استثمار و ستم
نویسنده، پاتریک کراسکری، آلبوم جانوران ترکیب منحصر به فرد «موسیقی نیرومند و موضوعات انتقادآمیز» نیمهٔ تاریک به همراه تجسم هنرمندانه بیزاری دیوار می‌داند. او وجه مشترکی را بین موضوعات سیاسی آلبوم و رمان مزرعه حیوانات اثر جرج اورول تصور می‌کند. جانوران با یک تجربه ذهنی آغاز می‌شود که می‌پرسد: «اگر برایت تفاوتی ندارد که چه اتفاقی برایم افتاد، من هم برایم فرقی نمی‌کند که چه اتفاقی برایت پیش آمد.» سپس یک داستان آغاز می‌شود که در آن جانوران نماینده انسان‌ها هستند و از موسیقی برای انعکاس ذهنیات هرکدام از آن‌ها استفاده می‌شود. اشعار نهایتاً یک فضای پادآرمان‌شهری به وجود می‌آورند که نتیجه اجتناب ناپذیر یک جهان تهی از یکدلی و دلسوزی است و این‌گونه به پرسش پیشین پاسخ می‌دهد.
شخصیت‌های آلبوم شامل «سگ‌ها» که نمایندهٔ کاپیتالیست‌های پرشور هستند، «خوک‌ها» که نشان از فساد سیاسی دارند و «گوسفندها» که سمبل استثمارشدگانند می‌شود. کراسکری «گوسفندها» را به دید افرادی می‌نگرد که در جامعه‌ای «فریب‌کار رشد کرده‌اند که با استفاد از مغالطه هویت فرهنگی» به وجود آمده است و دچار یک «آگاهی کاذب» است. «سگ‌ها» از دید او سمبل افرادی هستند که به‌طور خستگی ناپذیری به‌دنبال نفع شخصی و موفقیت هستند اما در نهایت به افسردگی دچار شده و کسی را ندارند که به آن‌ها اعتماد کنند. آن‌ها پس از استثمار در تمام طول عمر خود توسط خوک‌ها، از حس رضایت از زندگی تهی می‌گردند. واترز از مری وایتهاوس به عنوان نمونه‌ای از یک «خوک» یاد می‌کند؛ فردی که زمانی به قدرت می‌رسد، از نیرویش برای تحمیل اعتقاد و ارزش‌های شخصی خود به جامعه سوءاستفاده می‌کند. در پایان آلبوم، واترز به همدلی با استفاده از اشعارش روی می‌آورد: «تو می‌دانی که برای من مهم است که چه اتفاقی برای تو می‌افتد و من هم می‌دانم تو هم برایت اهمیت دارد که چه بر من می‌گذرد.» اگرچه او هنوز اعتراف می‌کند که «خوک‌ها» همچنان به تهدید «سگ‌ها» به این موضوع که آن‌ها «سگ» هستند و به غذا نیاز دارند ادامه می‌دهند که سمبل حفظ تعادل بین دولت، اقتصاد و جامعه در مقابل نبرد دائمی بین آنان است.
بیگانگی، جنگ و دیوانگی

«وقتی من می‌گویم تو را در نیمه تاریک ماه می‌بینم… منظور من این است که… زمانی که تو فکر می‌کنی که تنها نفر هستی… به نظر می‌آید که دیوانه باشی[چون] تو فکر می‌کنی که همه چیز غیرمعمول است، تنها نیستی.»

—نقل قول از واترز در کتاب هریس، ۲۰۰۵

اُنیل سربر اشعار ترانه «اختلال ذهنی» (از آلبوم نیمه تاریک) را با نگره ازخودبیگانگی کارل مارکس مقایسه می‌کند؛ «کسی در سر من است، اما آن من نیستم.» اشعار ترانه «به ماشین خوش آمدی» از آلبوم کاش اینجا بودی به چیزی که مارکس آن را نظریه «بیگانگی یک چیز» می‌نامد، اشاره می‌کند. شخصیت اصلی این ترانه تا جایی به جمع‌آوری ثروت می‌پردازد که از خود و دنیای اطراف بیگانه می‌گردد. اشارات به «بیگانگی نوع بشر»، در آلبوم جانوران نیز یافت می‌شود؛ «سگ» به حد زندگی غریزی و غیرانسانی تنزل پیدا می‌کند. دتمر می‌نویسد «سگ‌ها» از یکدیگر بیگانه شده و فقدان درستی در خودشان را در «دنیایی بی‌رحم بدون جایی برای همدلی یا عمل به اخلاق»، «لازم و قابل دفاع» می‌دانند. «بیگانگی از دیگران»، در اشعار پینک فلوید، موضوعی است که به تناوب یافت می‌شود و موضوع اصلی آلبوم دیوار نیز هست.
در اشعار پینک فلوید، جنگ به عنوان خشن‌ترین نتیجهٔ ظهور بیگانگی از دیگران دیده می‌شود که از جمله موضوعات اصلی اشعار دیوار و بسیاری دیگر از ترانه‌های گروه است. پدر واترز، در هنگام جنگ جهانی دوم، در میدان نبرد کشته شد و اشعار او، اغلب به موضوع خسارت‌ها و بهای جنگ اشاره می‌کنند. از جمله در «سرجوخه کلگ» (۱۹۶۸)، «چهار آزاد» (۱۹۷۲)، «ما و آن‌ها» (۱۹۷۳) و «وقتی ببرها رها شدند» و «خانه یادگاری فلچر» از ضربه نهایی (۱۹۸۳)، آلبومی که او آن را به پدرش تقدیم کرد و نام دیگرش را مرثیه‌ای برای یک رؤیای پس از جنگ نهاد. اشعار آلبوم دیوار به وضوح از مسئله آموزش کودکان در جامعه انگلستان که به اعتقاد واترز پس از جنگ جهانی دوم از «مردان واقعی» تهی شده است، انتقاد می‌کنند که مسلماً این موضوع، از روابط شخصی او با زنان تأثیر منفی پذیرفته است.
اشعار واترز در نیمه تاریک ماه به مسئله فشارهای زندگی مدرن و این‌که چگونه این سختی‌ها گاهی به جنون منجر می‌شوند، اشاره می‌کند. او در این آلبوم سعی می‌کند به مسئله نابسامانی‌های روانی که در حال تبدیل به یک مشکل جهانی است بپردازد. البته او می‌خواست این آلبوم پیرامون موضوع مثبت‌اندیشی نیز باشد و آن را این‌گونه بیان می‌کرد: «یک نصیحت… افکار مثبت را بپذیر و افکار منفی را رد کن». رایش، برخی اشعار دیوار را دربارهٔ «تجربه دیوانگی به جای عادات و ریشه‌های اجتماعی که به جنون منجر شده یا آن را بنیان می‌کنند» می‌داند. شخصیت مثبت دیوار، پینک، نمی‌تواند با موقعیت‌های جدید زندگی‌اش کنار بیاید و این موضوع احساس گناه را بر او چیره می‌کند. او کم‌کم خود را از دنیای اطراف جدا کرده و دیواری بین خود و دنیای پیرامونش بنا می‌کند. زمانی که او کاملاً خود را از دنیای اطراف بیگانه می‌کند، درمی‌یابد که «دیوانه، بر روی رنگین کمان است». او سپس به این احتمال که خودش مقصر نابودی همه چیز باشد رسیدگی می‌کند و از خود می‌پرسد «آیا همهٔ این مدت من مقصر بوده‌ام؟» زمانی که پینک نزد خود به اشتباهاتش اقرار می‌کند، این موضوع را می‌پذیرد که خودش اجازه داده همه چیز نابود شود و در نهایت نتیجه می‌گیرد که مادر ازخودراضی او به درستی خواستار کنترل کردن او بوده، اقدام معلمش در تمسخر حس شاعرانه او صحیح بوده و همسرش حق ترک او را داشته است. او محاکمه‌ای برای «بروز دادن احساسات تقریباً بشری» برپا می‌کند و به حس بیگانگی از انسانیتش پی می‌برد. رایش می‌گوید درست مطابق با نوشته‌های میشل فوکو، واترز دیوانگی پینک را محصول زندگی مدرن که ویژگی‌هایش «عادت، هم‌وابستگی و بیمارهای روانی» هستند می‌داند.

## دستاوردها و جوایز
پینک فلوید یکی از مؤثرترین و موفق‌ترین گروه‌های راک در همهٔ زمان‌ها می‌باشد. آن‌ها تاکنون بیش از ۲۵۰ میلیون نسخه فروش داشته‌اند از جمله ۷۴٫۵ میلیون فروش تصدیق‌شده در آمریکا که ۳۷٫۲ میلیون از فروش تا ۱۹۹۳ بوده است. ساندی تایمز در لیست پرفروش‌ترین موسیقیدانان انگلیسی خود در سال ۲۰۱۳، واترز را با تخمین ثروت ۱۵۰ میلیون پوند در رده ۱۱، گیلمور را با ۸۵ میلیون در رده ۲۷ و میسن را با ۵۰ میلیون در رده ۴۷ قرار داد.
در سال ۲۰۰۴، ام‌اس‌ان‌بی‌سی، پینک فلوید را در رده هشتم فهرست «۱۰ گروه راک برتر» خود قرار داد. رولینگ استون آن‌ها را در ردهٔ ۵۱ «صد هنرمند برتر تمام دوران‌ها» جای داد. کیو پینک فلوید را بزرگ‌ترین گروه تمام دوران‌ها نام داد. وی‌اچ‌وان آن‌ها را در بین ۱۰۰ هنرمند برتر تمام زمان‌ها در رده ۱۸ قرار داده است. «کالین لارکین» نیز رده ۳ در فهرست «۵۰ هنرمند برتر تمام زمان‌ها» خود را به پینک فلوید اختصاص داد که این رده‌بندی، بر اساس تعداد آلبوم‌های هر هنرمند در کتاب «۱۰۰۰ آلبوم برتر تاریخ» او انجام گرفت.
پینک فلوید جوایز بسیاری را دریافت کرده است، از جمله جایزه گرمی برای «بهترین مهندسی یک آلبوم غیرکلاسیک» که در سال ۱۹۸۰ و برای آلبوم دیوار به آن‌ها اهدا شد و نیز عنوان «برترین آهنگ اقتباس‌نشده» برای «آجری دیگر در دیوار» از فیلم دیوار که از سوی بفتا اهدا شد. همچنین، پینک فلوید در سال ۱۹۹۵ موفق به کسب جایزه گرمی برای «برترین قطعه بی‌کلام راک» برای آهنگ «ترک‌شده» گردید. در سال ۲۰۰۸ میلادی جایزه موسیقی پولار به این گروه راک اعطا شد و نیک میسن و راجر واترز در این مراسم حضور یافته و جایزه را از پادشاه سوئد دریافت کردند. پینک فلوید در سال ۱۹۹۶ به تالار مشاهیر راک اند رول، در ۲۰۰۵ به تالار مشاهیر موسیقی انگلستان و در ۲۰۰۵ به تالار مشاهیر هیت پرید راه پیدا کرد.
موسیقی پینک فلوید الهام‌بخش هنرمندان بسیاری بوده است: دیوید بووی، سید برت را الهام‌بخش بزرگی برایش دانست و د اج از یوتو اولین پدال دیلِی‌اش را پس از شنیدن آکوردهای آغازین گیتار ترانه «سگ‌ها» از آلبوم جانوران، خریداری کرد. سایر گروه‌هایی که از پینک فلوید به عنوان گروه الهام‌بخش خود یاد کرده‌اند شامل: کوئین، تول، ردیوهد، کرافت‌ورک، ماریلیون، کوئینزرایک، ناین اینچ نیلز، د اُرب و اسمشینگ پامپکینز هستند.

## اعضا
- سید برت - آواز خوان رهبر، گیتاریست رهبر (۱۹۶۸–۱۹۶۵)
- دیوید گیلمور - آواز خوان رهبر، گیتاریست رهبر، گیتار بیس، کیبورد، جلوه‌های ویژه (۲۰۱۴) - (۲۰۰۵) - (۱۹۹۶–۱۹۶۷)
- نیک میسن - درام، ساز ضربی، برنامه‌نویسی (۲۰۱۴) - (۲۰۰۵) - (۱۹۹۶–۱۹۶۵)
- راجر واترز - آواز خوان رهبر، گیتار بیس، ساز ضربی، برنامه‌نویسی (۲۰۰۵) - (۱۹۸۵–۱۹۶۵)
- ریچارد رایت - کیبورد، آواز (هر وقت نیاز شود)، ارگ، پیانو، ترکیب‌کننده، میلوترون (۲۰۰۵) - (۱۹۸۷–۱۹۹۶) - (۱۹۷۹–۱۹۶۵)

نمودار زمان فعالیت اعضا

## ترانه‌شناسی
- نی‌زن بر دروازه‌های سپیده‌دم (۱۹۶۷)
- یک نعلبکی رمز و راز (۱۹۶۸)
- موسیقی متن فیلم بیشتر (۱۹۶۹)
- اوماگوما (۱۹۶۹)
- مادر قلب‌اتمی (۱۹۷۰)
- فضولی (۱۹۷۱)
- تیره و تار در پشت ابر (۱۹۷۲)
- نیمه تاریک ماه (۱۹۷۳)
- کاش اینجا بودی (۱۹۷۵)
- جانوران (۱۹۷۷)
- دیوار (۱۹۷۹)
- برش نهایی (۱۹۸۳)
- لغزش آنی در عقل (۱۹۸۷)
- ناقوس جدایی (۱۹۹۴)
- رودخانه بی‌پایان (۲۰۱۴)

## تورهای کنسرت
- تور جهانی ۱۹۶۸ پینک فلوید (۱۹۶۸)
- تور انسان و سفر (۱۹۶۹)
- تور جهانی مادر قلب‌اتمی (۱۹۷۰–۷۱)
- تور فضولی (۱۹۷۱)
- تور نیمه تاریک ماه (۱۹۷۲–۷۳)
- تور تابستان فرانسوی (۱۹۷۴)
- تور زمستان بریتانیایی (۱۹۷۴)
- تور کاش اینجا بودی (۱۹۷۵)
- تور بشخصه (۱۹۷۷)
- تور دیوار (۱۹۸۰–۸۱)
- لغزش آنی در عقل (۱۹۸۷–۸۹)
- ناقوس جدایی (۱۹۹۴)